# Moulin de la Siagnole
 (novembre 2010).
Si vous disposez d'ouvrages ou d'articles de référence ou si vous connaissez des sites web de qualité traitant du thème abordé ici, merci de compléter l'article en donnant les références utiles à sa vérifiabilité et en les liant à la section « Notes et références ».
On désigne sous le vocable de moulin de la Siagnole le regroupement des anciens moulins communaux de Mons, rachetés à la commune à la fin de la Seconde Guerre mondiale par l'ancien meunier du village, Jean Lambert, qui les entretient, les maintient en état de fonctionnement et les ouvre au public lors de la fête des moulins (fête du patrimoine), à l'occasion de laquelle il remet tout en marche.
Ces moulins se composent d'un double moulin à huile et essence, et d'un moulin à blé.
Ces moulins sont une propriété privée, il n'y existe pas d'organisation de visites. Tous les ans, en principe, journée portes ouvertes pour la fête des moulins en juin. Les moulins sont dans le périmètre de protection naturelle Natura 2000 (directive européenne) et dans le périmètre de protection de captage des sources dites du Neissoun.

## Géographie
Situé sur la Siagnole, à 481 m d'altitude, à 2,4 km au sud de  la commune de Mons (Var) par l'ancien chemin (devenu GR49), ou 6 km par la route moderne, en aval (1 km) des sources du Neissoun, en dessous du château de Beauregard.
L'aqueduc de Mons à Fréjus chemine sur la rive opposée, d'où des conflits sur les droits d'eau de la Siagnole. 
Accès : par la D56, accessible depuis Fayence, Montauroux, Mons : la route, qui descend dans les gorges de la Siagnole offre des points de vue magnifiques, mais est étroite, et les croisements peuvent y être délicats.

## Synonymes
- Moulins communaux de Mons, Moulin de Mons, Moulin Lambert, Moulin de fer.

## Historique[3]

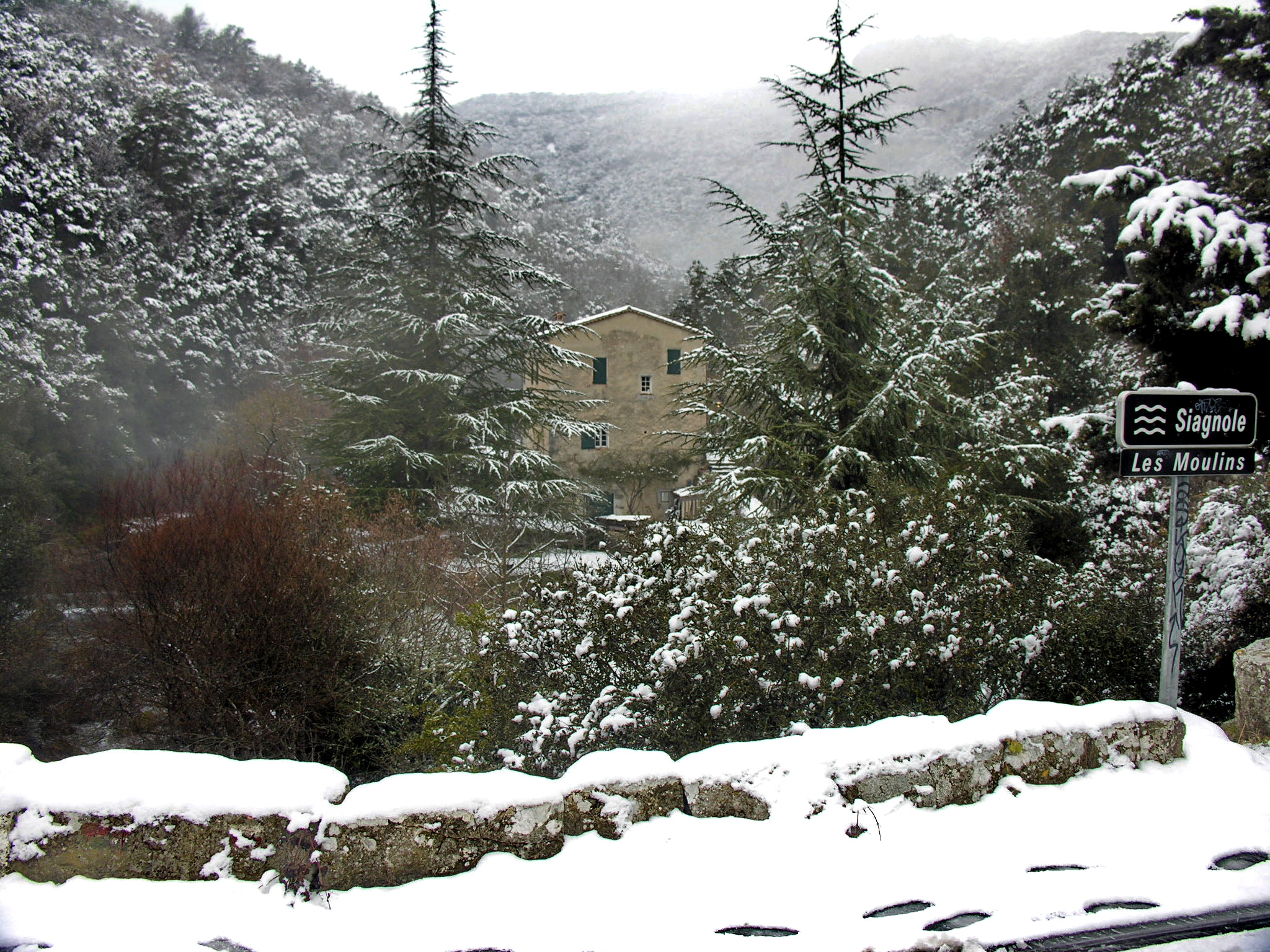
Moulin de la Siagnole en hiver

Les moulins à eau ont eu leur âge d'or au XIXe siècle, époque de fort développement économique et agricole, (avec localement les restanques, seule solution au manque de terrain en zone aride) : on en a alors compté jusqu'à 1185 dans le Var. Mais, rapidement, et comme partout, l'industrie les a rendus non rentables.
La plupart sont tombés en ruines, certains ont été reconvertis, souvent en boites de nuit, quelques-uns en musée et un petit nombre a été maintenu en état de fonctionner, la plupart par des associations ou des passionnés comme le meunier communal de Mons, Jean Lambert.
Selon les documents abondent comme aux archives départementales du Var à Draguignan,, il a existé de nombreux autres moulins peu éloignés : les deux moulin à rodet (ou à cuillères, en ruines) d'Esclapon, sur le Fil (autrefois Orfil), en rive droite, le moulin dit médiéval (ruines) immédiatement en aval du Neissoun, en rive gauche, le moulin à rodet de Villevieille (ruines), 700 en amont du nôtre, mais en rive droite, le moulin à plâtre dit de Fayence (ruines) : 1 650 m en aval du nôtre, en rive droite, avant le vallon de San-Peyre et Frigoure, et le moulin (détruit) des Ajustadous (confluence de la Siagne et de la Siagnole) 2 700 m en aval du nôtre, en rive gauche. Il serait de plus étonnant que les romains n'en aient pas installé un lors de la construction de l'aqueduc de Mons à Fréjus.
Pour le moulin communal, les premières traces écrites sont liées à ce fief de la famille des Villeneuve qui par ses unions a contrôlé une très grande partie de la Provence.
Les Villeneuve partagèrent progressivement leurs privilèges avec la population, anticipant largement 1789, qui s'en souvint peu et même les décima. Patrick et Laure de Clarens leur succédèrent. Mons put ainsi se développer notoirement et participer au développement des viles voisines.
Faisant suite à l'acte d’Habitation signé par Antoine de Villeneuve en 1468 accordant droit de chasse de pêche de pâturage, d'ouvrir une boucherie et un café … Henri de Villeneuve, surnommé 'le cruel' va plus loin et par transaction du 3 août 1551 cède ses moulins à blé et à huile :
« Le seigneur cède quitte, remet et désempare à la dite communauté de Mons, manans et habitants d'icelle tous et chacun les droits qu'il a et peut avoir et à lui compétant, spectant et appartenant sur les deux moulins à blé posés sur la rivière de Siagne et appelés les moulins de fer, avec les droits de paradauvre, à faire au dit lieu lequel tient à service du dit seigneur. Noble Pierre Henry du dit Mons, et plus le dit seigneur cède quitte et remet et désempare à la dite communauté et particuliers d'icelle les moulins, paradours, resclause et presse déjà faits et commencés par le dit seigneur en la dite rivière de Siagne et au lieu dit au pas de la traille avec le obligés pour raison de ce fait et action qu'il a contre les maîtres auxquels la dite facture a été donnée à prix fait en argent qui en a déjà été payé et déboursé par le dit seigneur aux dits maîtres avec lissence, faculté, pouvoir et autorité que les dits manant et habitants pourront tels 'engeins' faire faire et parfaire et après iceux faire travailler à leur plaisir et prendre, lever et exiger le profit qui en proviendra, et sera permis et loisible à la dite communauté aire d'autres 'engeins' tant à blé, huile et paradours aux lieux et font dessus de la dite reclause d'aou pas de la traille et de là en bas par toute la Siagne durant le dit terroir de Mons et non point depuis la dite resclause d'aou pas de la traille en haut sauf et réservé au dit seigneur de Mons et aux siens faire en la dite rivière de Siagne et depuis la resclause d'aou pas de la traille jusqu'au 'engeins' de Noble Pierre Henry, tous les autres 'engeins' à son plaisir hormis le blé et l huile et paradour à drap, le tout sous préjudice des 'engeins' des susdits, lesquels 'engeins' serviront tant aux habitants de la dite communauté que autres étrangers qui voudront y venir. »
Son épouse, Constance Fernandez fera casser cette transaction. Cet accord signera la fin des autres moulins, celui de Fayence, sous San-Peyre, deviendra quelque temps un moulin à plâtre, et le moulin amont dit de Villevieille sera abandonné sans doute du fait de sa technologie obsolète (à rodet ou cuillères). Les temps passent, les moulins sont alors dénommés engeins et, après le grand essor agro-industriel du début du XIXe siècle, ils seront baptisés 'usines'.
Ces moulins n'ont pas encore livré tous leurs secrets. Mais les monsois y sont en permanence restés très attachés, preuve en sont les véhémentes protestations du conseil municipal de Mons à propos du projet du canal Jourdan (délibération du 14/11/1847): résultat : ils ont réussi à maintenir un droit d'eau d'un débit minimum de 100 litres par seconde au niveau des moulins communaux sur les 300 litres de débit moyen de la source du Neissoun et dont le surplus est renvoyé à la Siagnole bien en aval par le Vallon de San Peyre.

## Plan d'ensemble

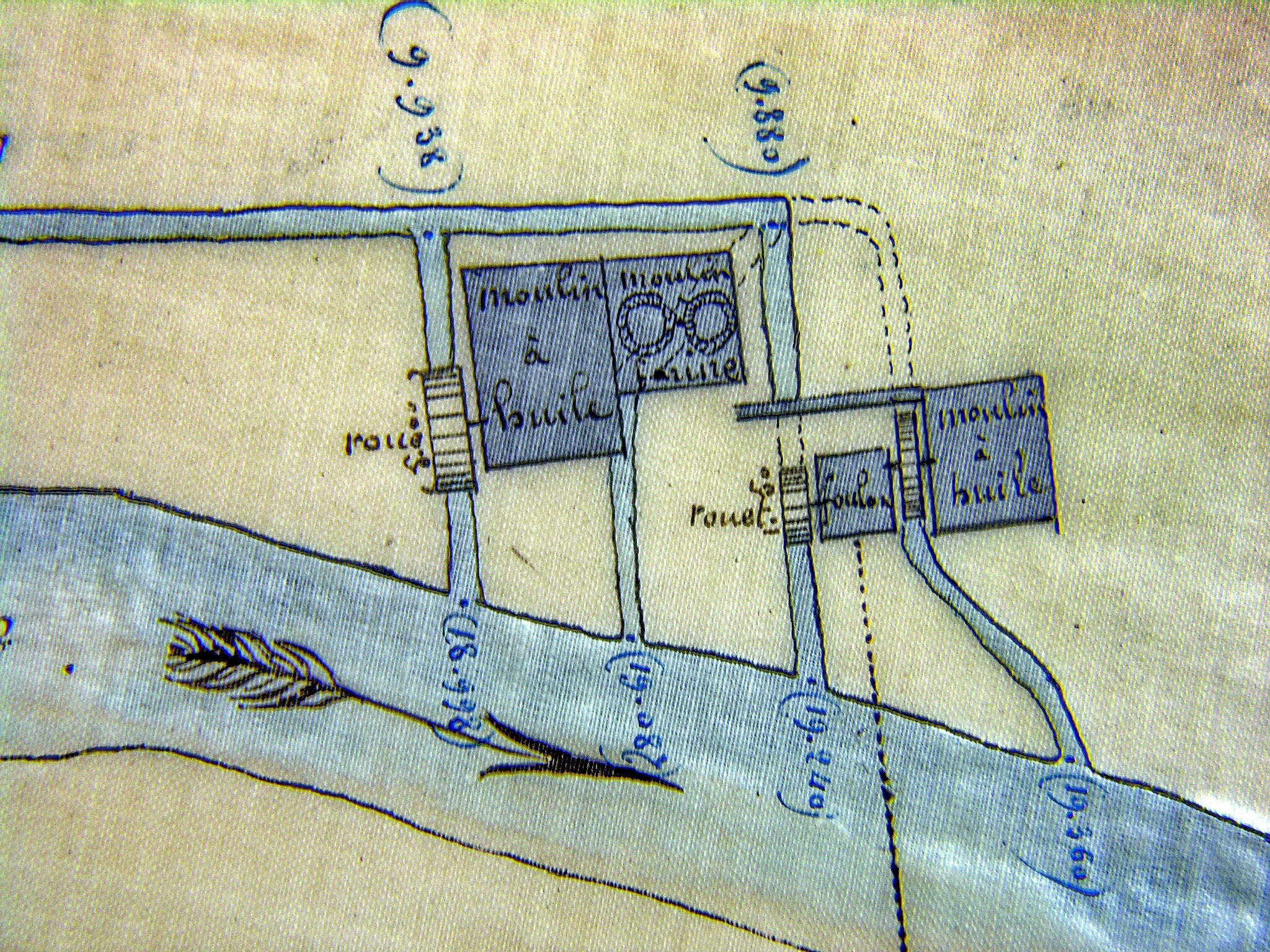
Plan des moulins en 1870

Les emplacements propices à la construction d'un moulin à eau n'ont pas varié depuis les temps les plus reculés : ainsi on observe souvent des traces d'empilements de structures d'âge différent, et dans le Var, en fouillant les sites de moulins modernes, il n est pas rare de retrouver des structures pouvant remonter jusqu'au IVe.

### Le bief ou canal d'alimentation
Capture des eaux de la Siagnole, et bief (canal d'alimentation).

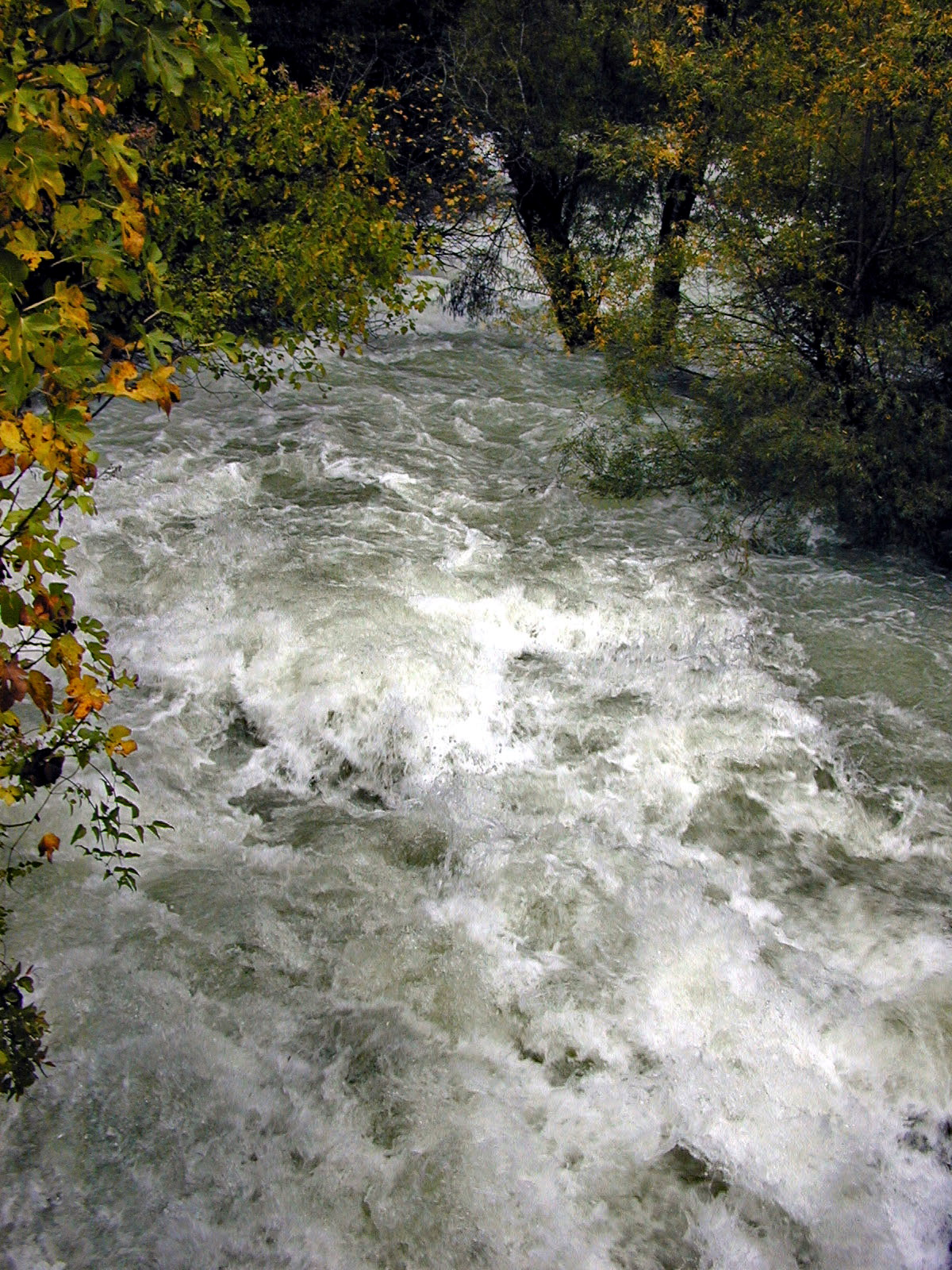
La Siagnole après un orage.
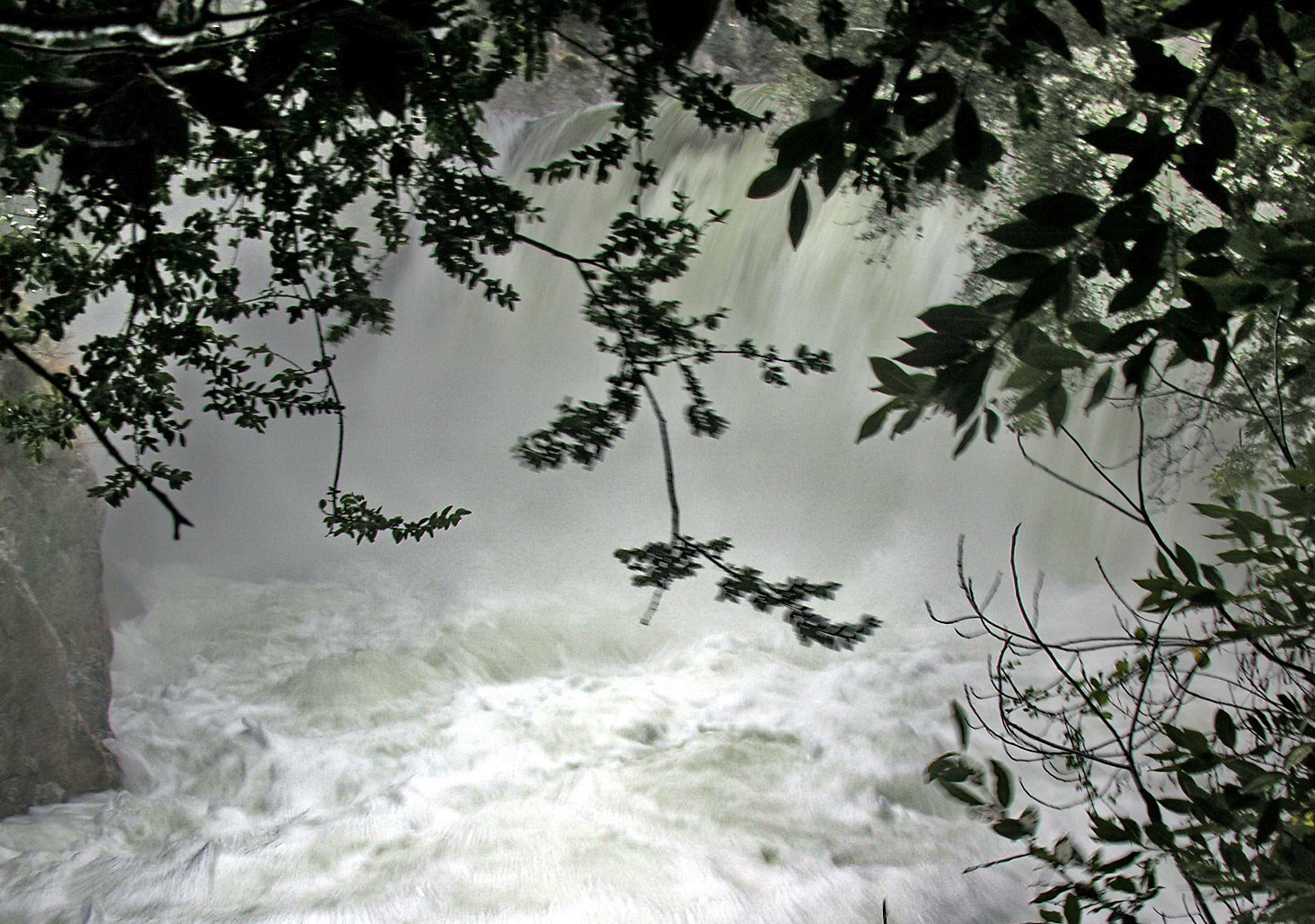
Barrage et chute après la pluie.
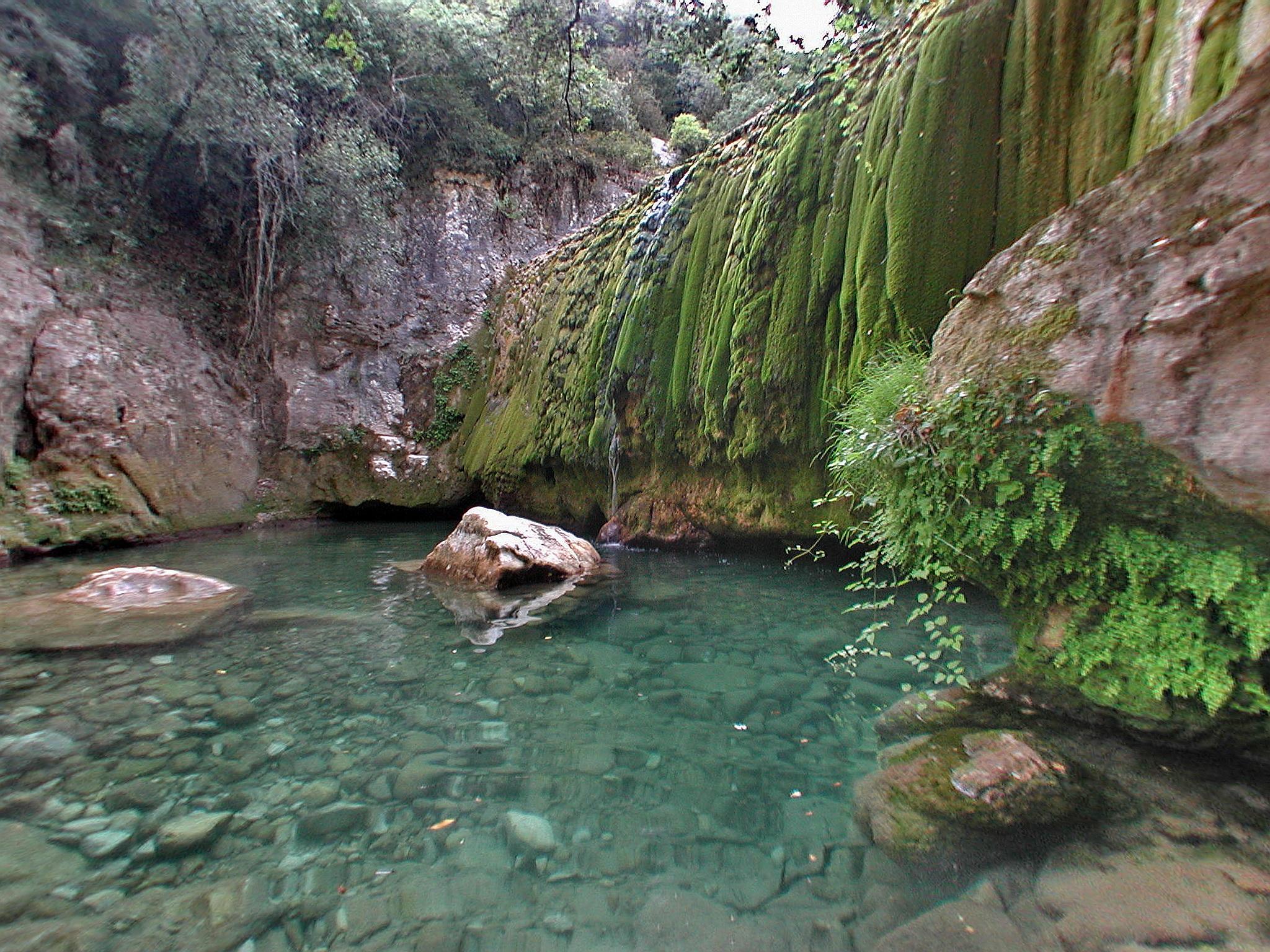
Barrage et chute à sec.
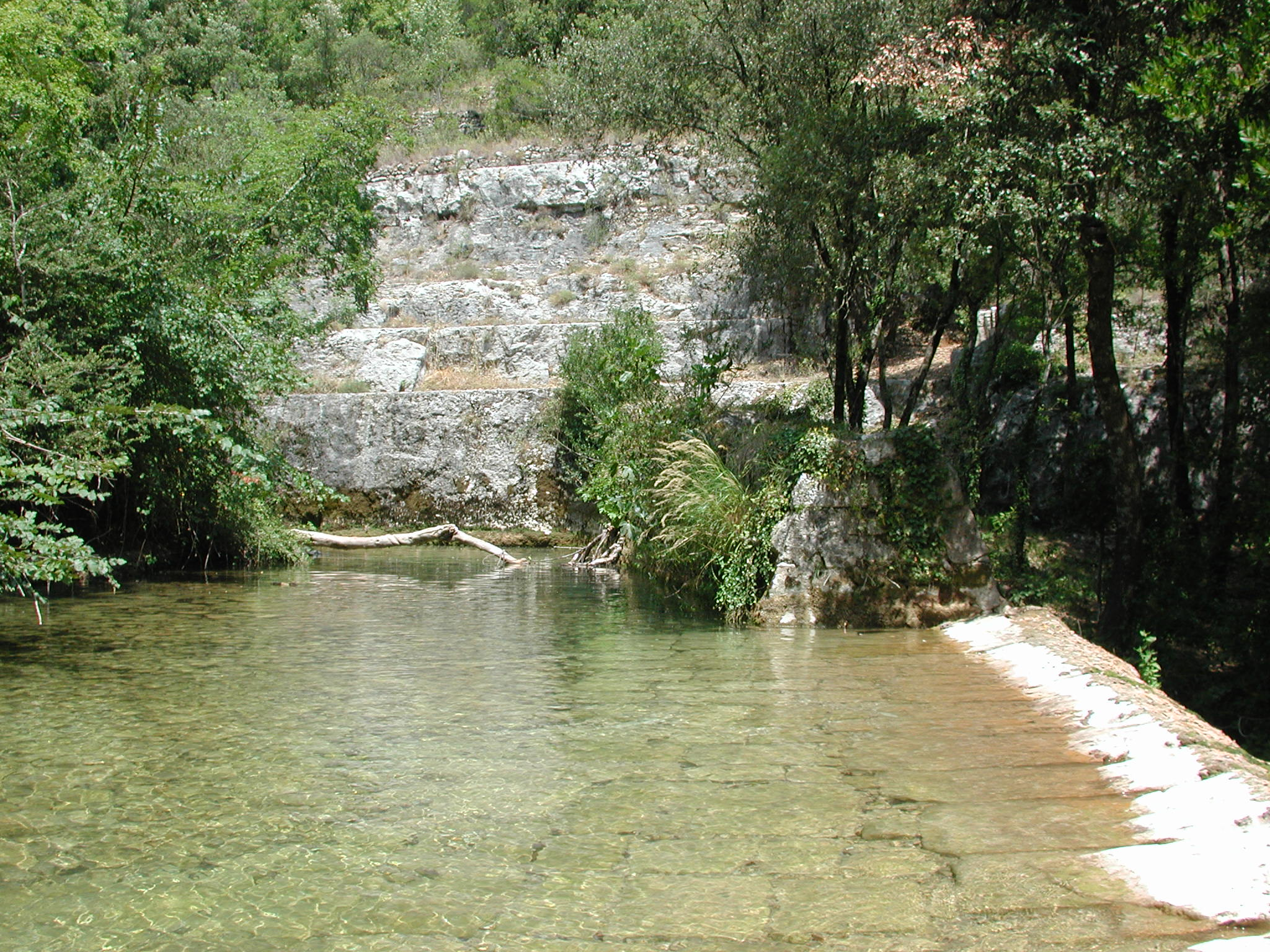
Capture des eaux de la Siagnole, barrage, chute, carrière romaine.
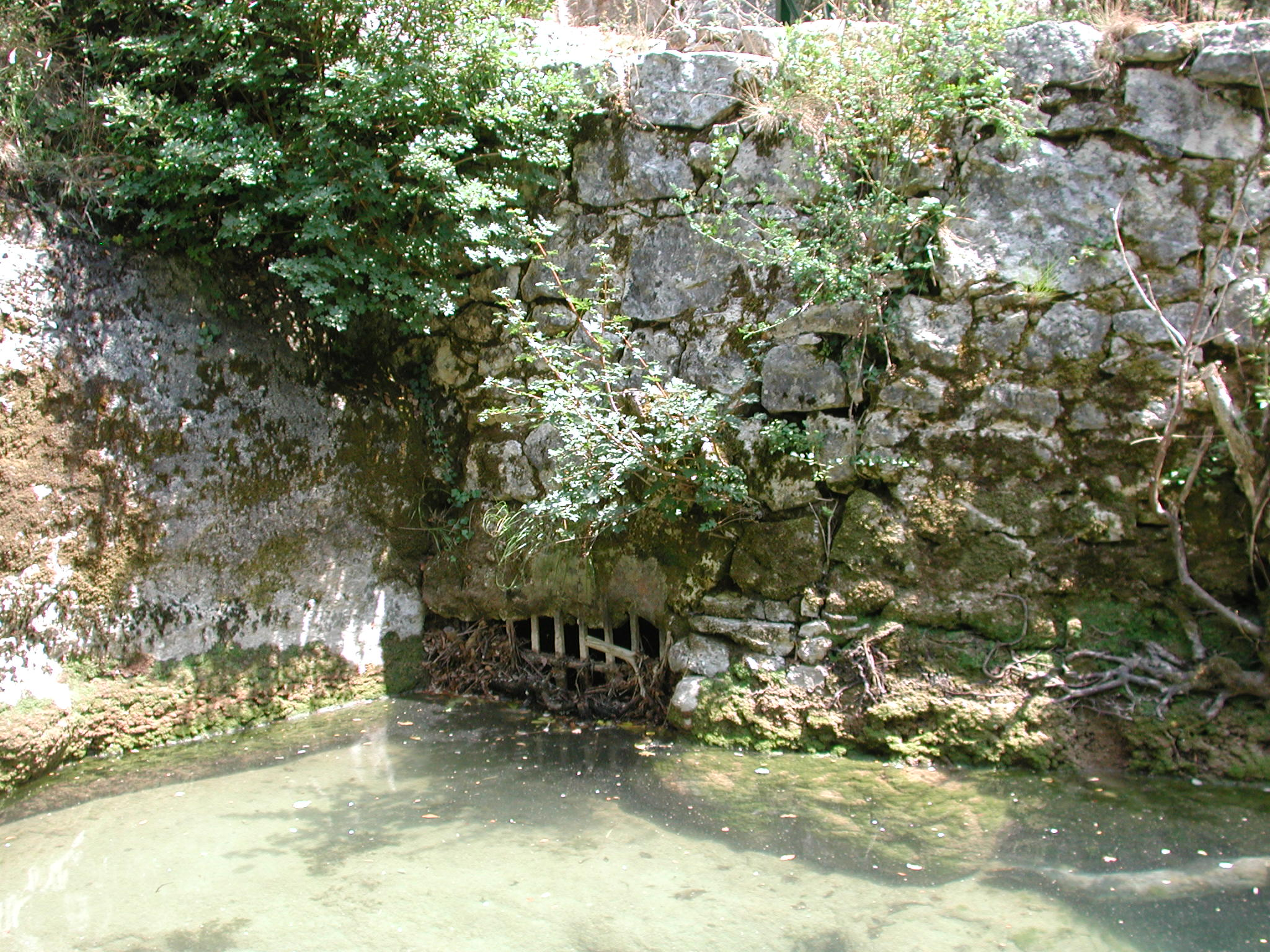
Grille d'entrée du bief.
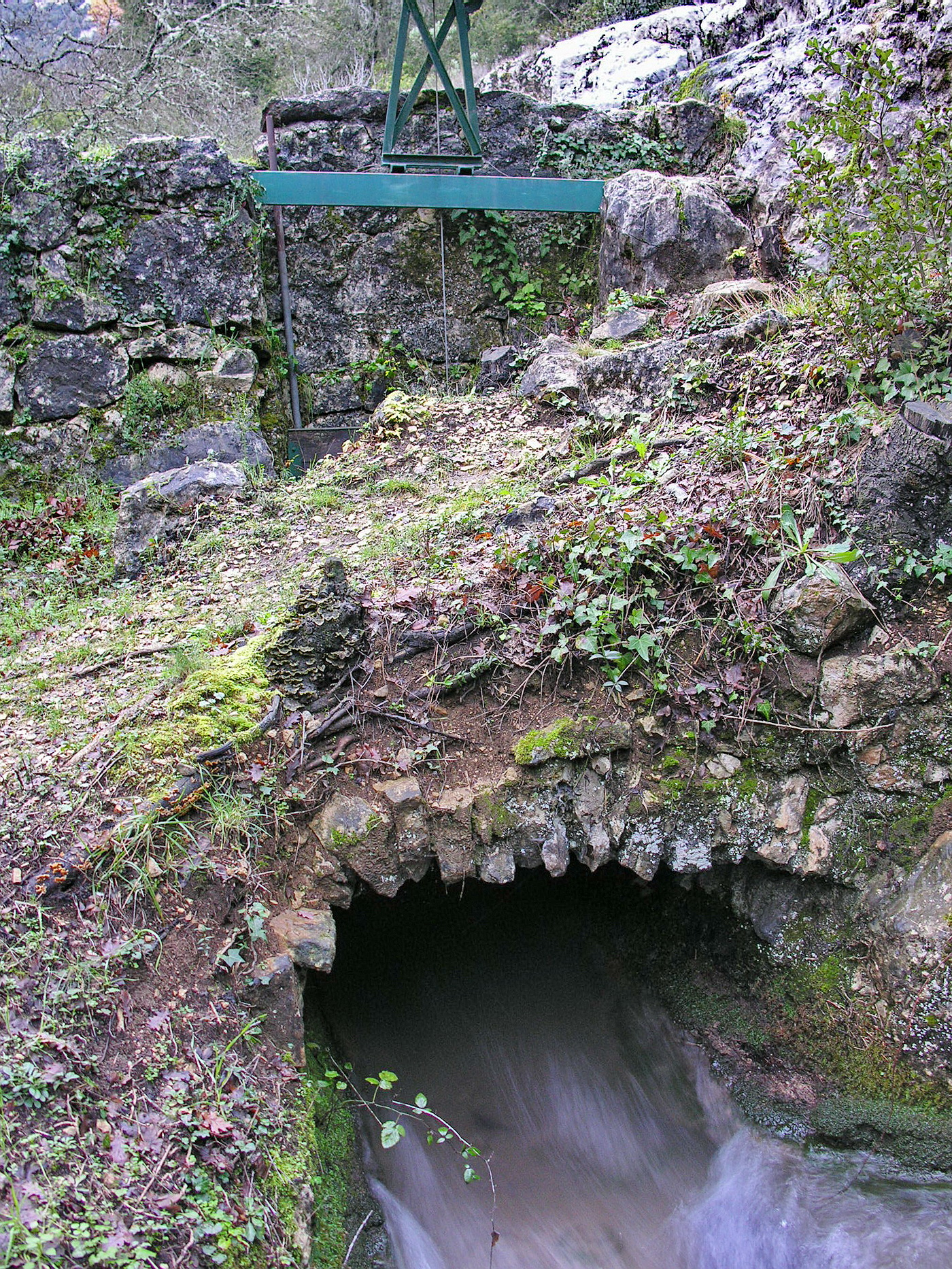
Vanne de contrôle du bief.
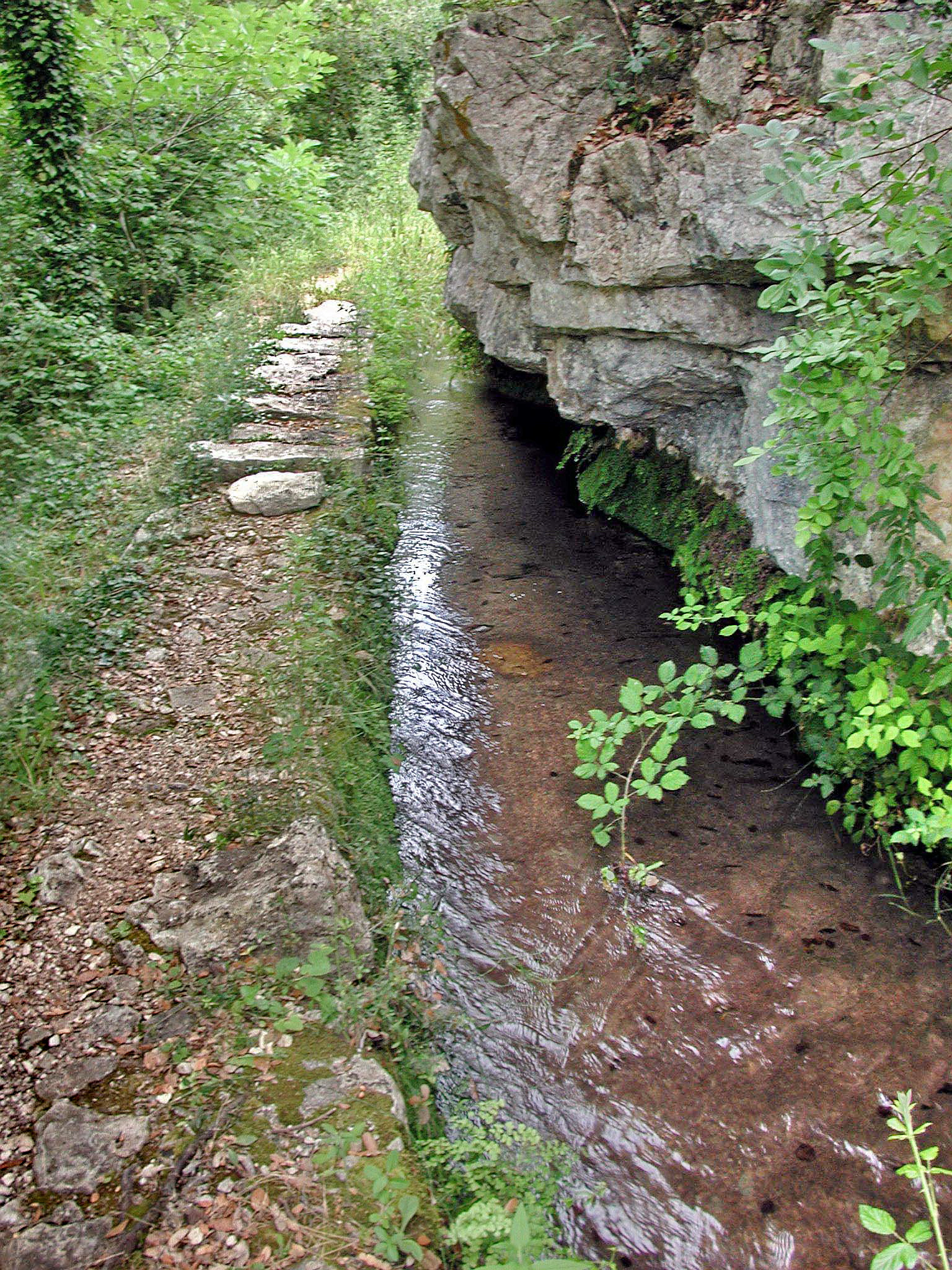
Bief.
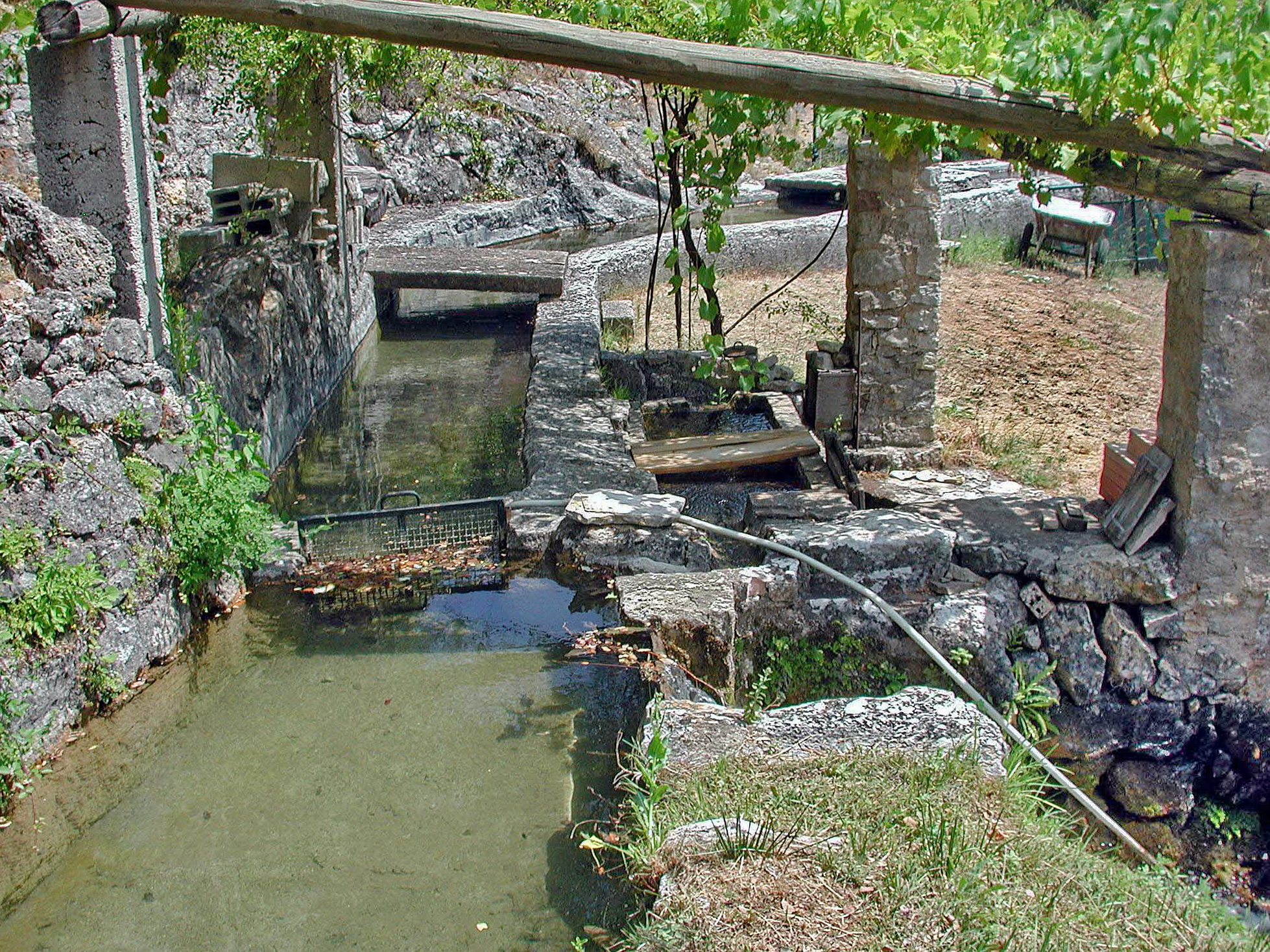
Bief : répartiteur.
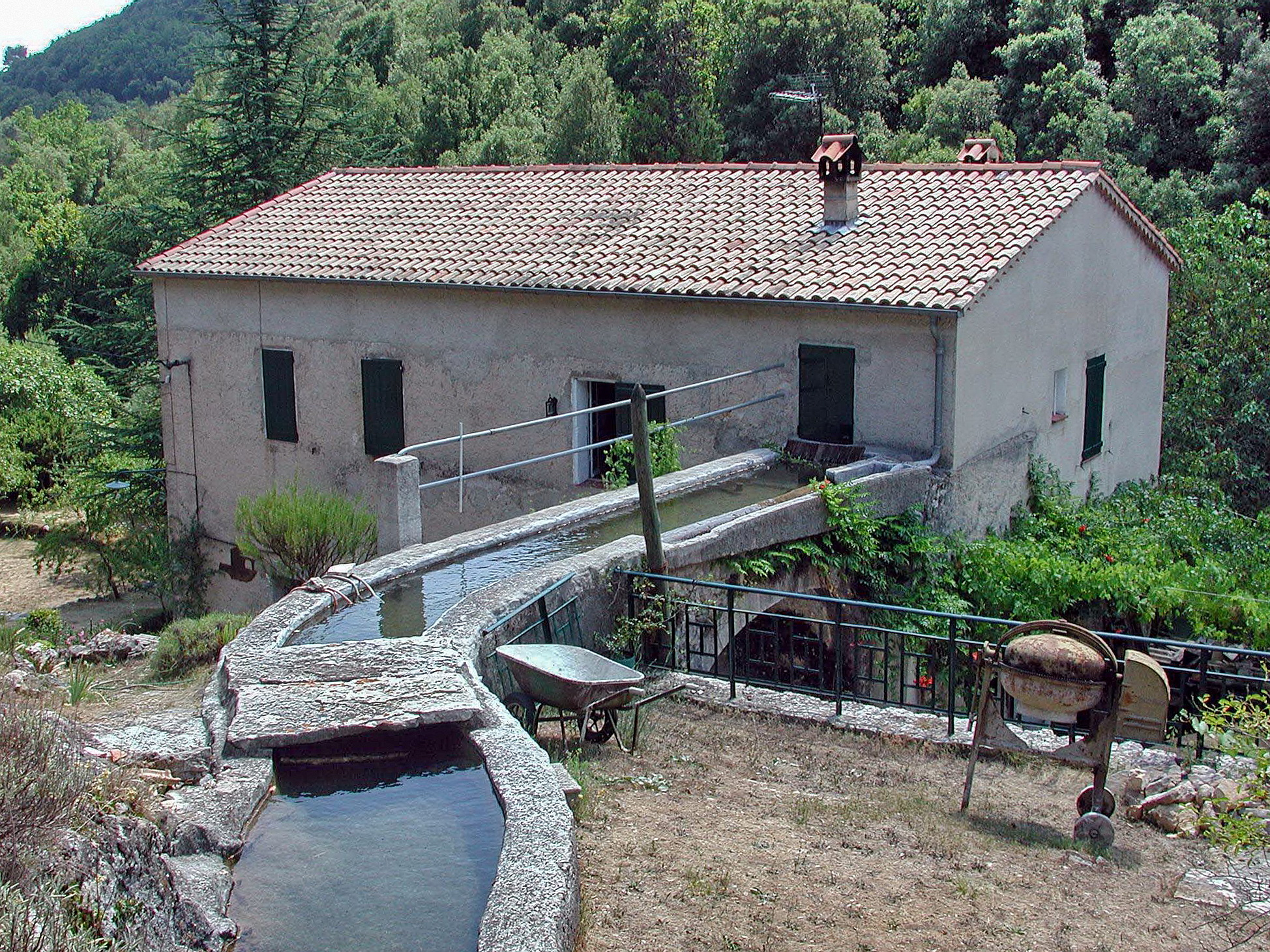
Bief : arrivée au moulin à farine.

## Témoignages sur la vie de meunier
En 1792, les moulins devenus communaux font l'objet d'une inventaire complet ainsi que d'une évaluation, puis en 1807 d'un devis de remise en état du moulin à huile, préalables en 1818 à un cahier des charges précisant les conditions de son adjudication par périodes de 4 ans (900 francs en 1852). Tout ne fut pas rose : la commune de Mons et les Grands travaux de Marseille constructeurs et exploitants du canal Jourdan terminé en 1895 ont dû user des tribunaux pour se départager. Les moulins avaient une grande importance auprès de la population paysanne au fil des saisons. 
Les terres étaient pauvres, elles leur assuraient les produits du terroir : blé, olives, tilleul, lavande, pois chiches (ces légumes secs représentaient « l'or des paysans ». Il servaient à faire de la farine pour les bouillies mais aussi pour la socca, sorte de crêpe qui se consomme encore dans les vieilles rues de Nice, pour perpétuer la tradition des anciens). Et lors de la construction du canal Jourdan doublant l'aqueduc romain de Mons à Fréjus, le moulin nourrissait les ouvriers de l'époque (prisonniers bulgares) : c'était l'époque de Tonin Gras suivi par son fils Armand.
Le recrutement des meuniers particuliers se faisait pour 4 ans, moyennant une rente annuelle qui constituait le revenu le plus important de la communauté.
En 1627, mission est donnée aux consuls d’appeler les maçons, pour traiter du prix de la facture de l'écluse du moulin, point de départ de la béalière ou canal qui conduit l'eau au moulin. (voir carte)
Tous les ans, un cahier de doléances est ouvert pour vérifier le bon fonctionnement : il est le plus souvent rempli d'anecdotes croustillantes… En 1683, défense est faite aux rentiers des moulins à farine, de continuer à moudre pour les étrangers (à cause de l'usure et du renouvellement des meules !)
La communauté doit rester vigilante. En 1689, elle défend de détourner l'eau du moulin, sous peine de trois livres d'amende.
Les paysans, au début du XXe siècle, venaient « faire moudre » leur blé pour fabriquer eux-mêmes leur pain. L'hiver, ils apportaient leur récolte d’olives au moulin à huile. Cette huile servait à la cuisine, mais aussi à l'éclairage, l’électricité n'étant pas encore amenée dans les campagnes. Les routes n'étaient pas aménagées et c'est, à dos de mulet, par les chemins rocailleux, que les paysans se rendaient aux moulins.
Avec 130 kg de blé on obtenait environ 85 kg de farine. Ce poids ne pouvait être dépassé, car il constituait la charge maximum que pouvait porter un mulet.
Vers 1914, la Société des Grands Travaux de Marseille qui gère la Société des Eaux, décide de faire un second canal, pour doubler le canal romain. Des prisonniers bulgares avaient été mobilisés pour la réalisation de cet ouvrage. Ils se ravitaillaient au moulin tenu à cette époque par (Tonin Gras). Ses enfants devaient assurer la suite, à partir de 1930.
Armand, l'un de ses fils, bon meunier, homme honorable, entretenait ses terres et son moulin très consciencieusement.
La Deuxième Guerre mondiale va modifier considérablement le rythme des moulins. La clandestinité, le troc s'installent peu à peu. Mille autres péripéties viendront modifier la vie paisible des moulins, jusqu'à la fin de la guerre. C'est à ce moment-là que la municipalité va reconduire la location des moulins de Mons.
La seule solution : faire tourner les roues, les huiler, les réparer ! Tout était contrôle par le fisc au moyen de congés ou d'acquit. La seule récompense était le travail bien fait et le plaisir de recevoir le voyageur qui voyant la cheminée du moulin, venait s'y réchauffer le cœur. Encore que … en mairie un cahier de doléances était ouvert, oui chacun pouvait critiquer le travail du meunier ou la précision de sa bascule ! Et Germaine n'était pas encore là pour améliorer l'ordinaire avec les revenus de sa petite boulangerie-épicerie.  Aussi longtemps que Germaine fut l'épicière du village, le crédit ne s'est jamais arrêté, il parait même qu'il court encore.
- Entretien des meules et du moulin :

L'entretien du moulin consistait à surveiller, régler, graisser, nettoyer méticuleusement tout le mécanisme y compris le rhabillage des meules, dans la mesure où le meunier en était capable ; sinon, il devait avoir recours à un rhabilleur de métier. Cela consistait à refaire les petites rainures des meules. Cette opération était très importante, pour la qualité de la farine.
Pendant six mois le moulin tournait à plein, le reste du temps, il fallait penser à l'entretien de tous ses éléments :
- En premier la meule : qui devait être re-surfacée (rhabillage) à la mailloche.
- Au niveau de la machinerie : c’était le moment de changer les alluchons (dents des roues de transmission) défaillants : pour cela on utilisait du bois de sorbier  ou courmier.
- Changer les planches de la grande roue, entretenir la turbine
- Et surtout nettoyer et réparer le bief ou béal d'adduction d'eau, qui fuyait, s'entartrait, était pollué par des avalanches de terrain ... le débarrasser de ses truites et écrevisses.
- Battage blé = aux pieds mulets, rarement rouleau.
- Tarare (machine) pour enlever pailles et poussières

### Le moulin à olives
Le moulin à olives est le plus ancien.

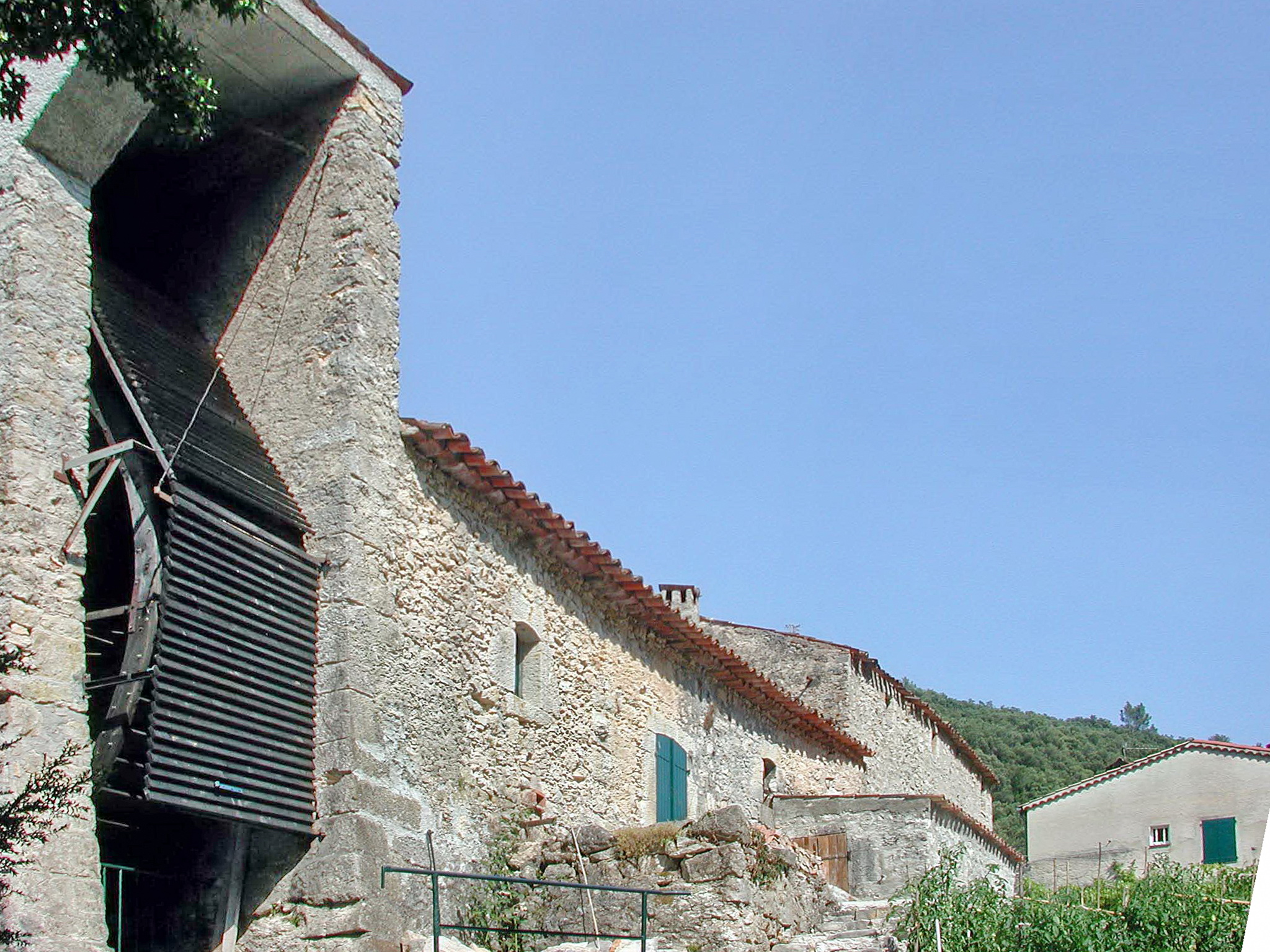
Moulin à huile avec son immense roue à aubes (7 m).
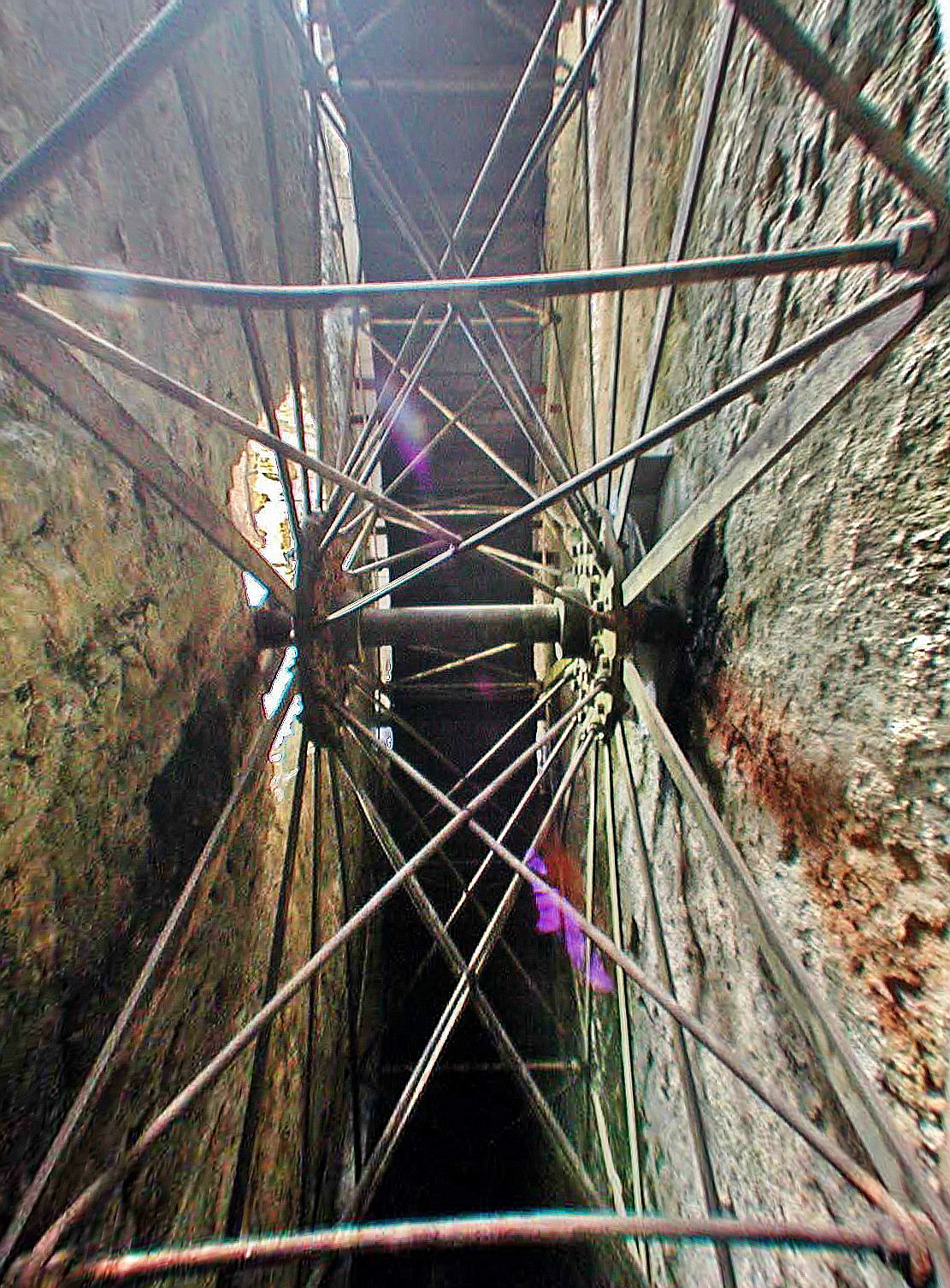
La roue à aubes vue de l'intérieur.
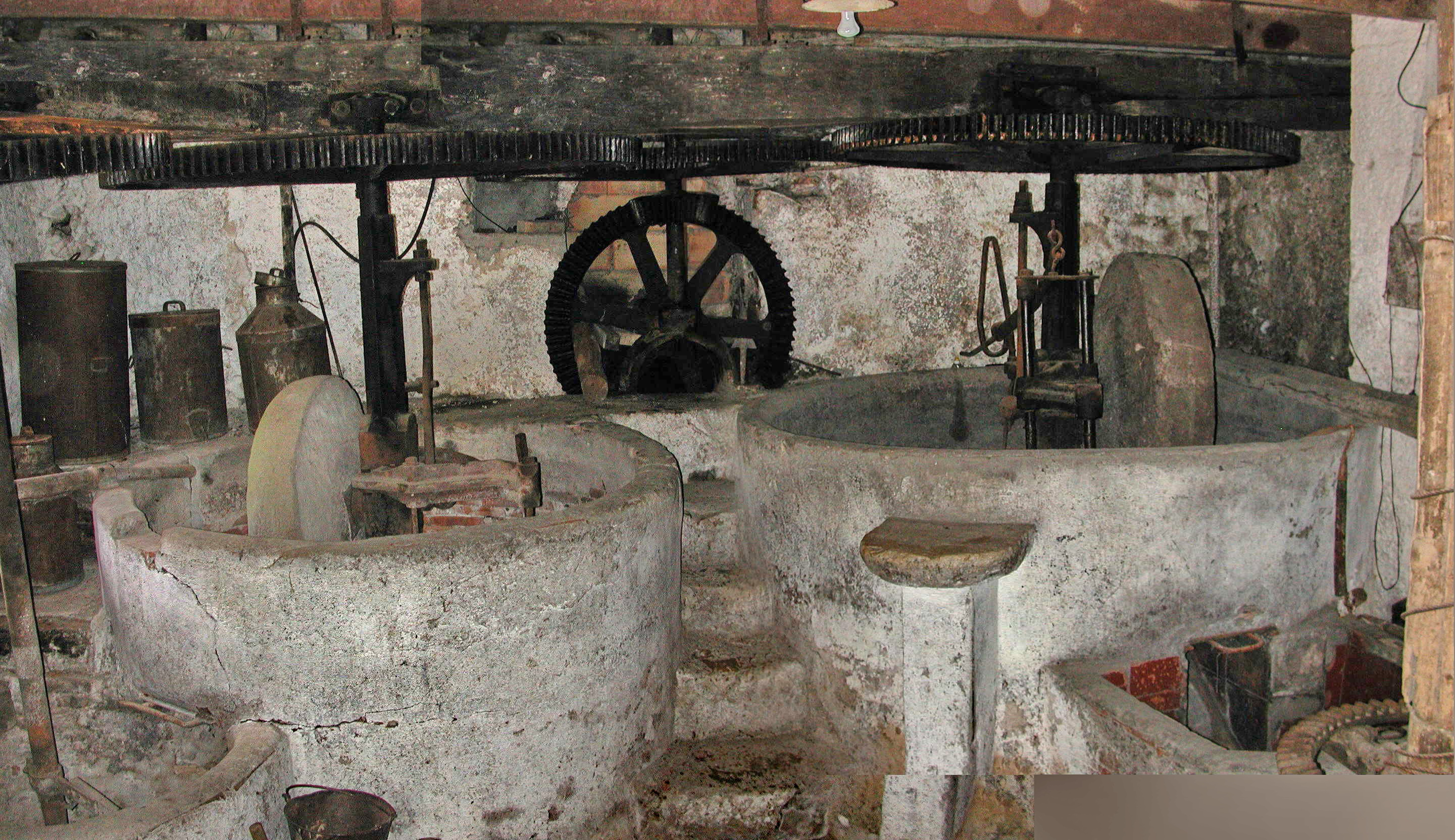
Meules des deux moulins à huile
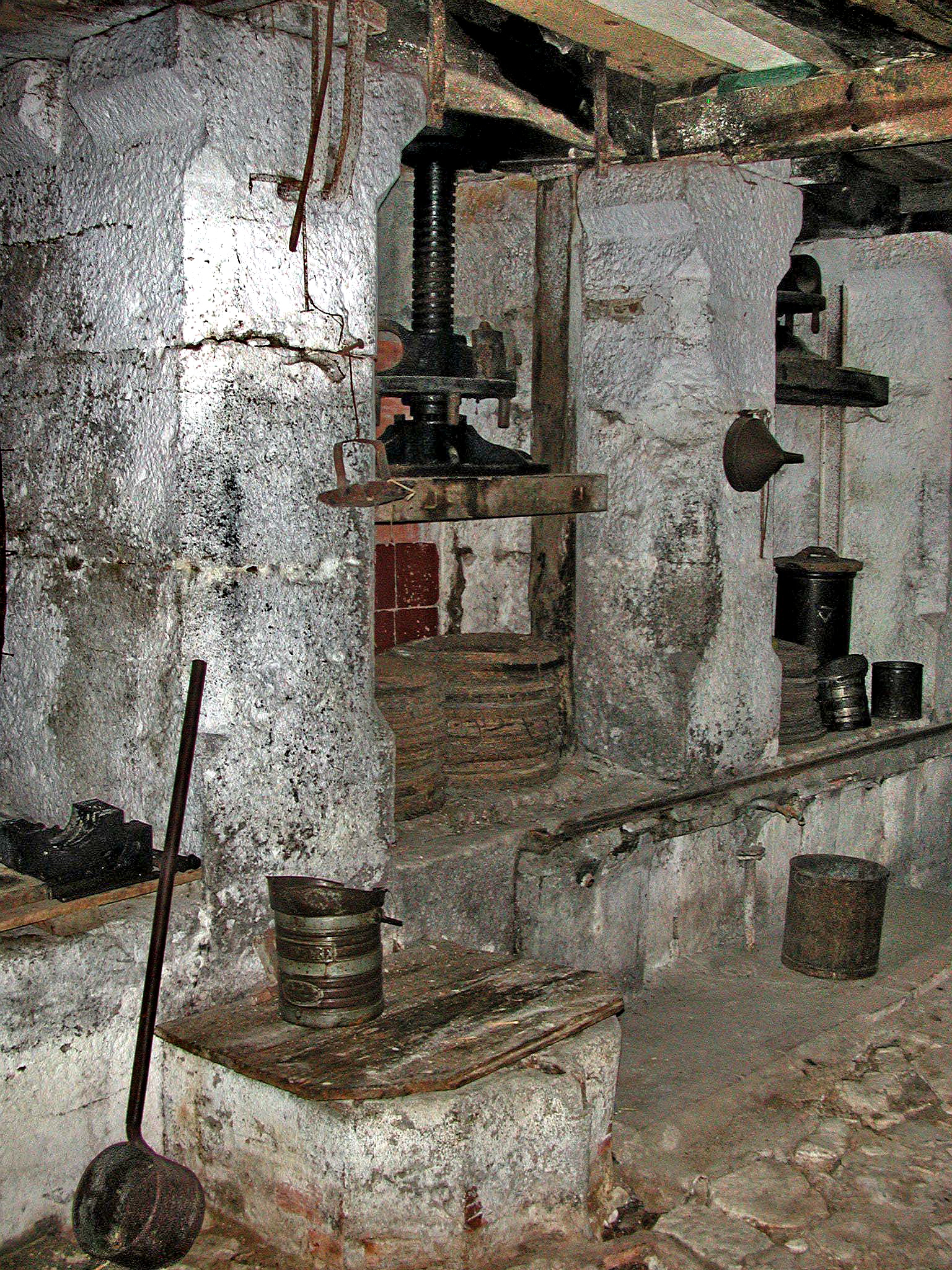
Presse à olives monumentale.
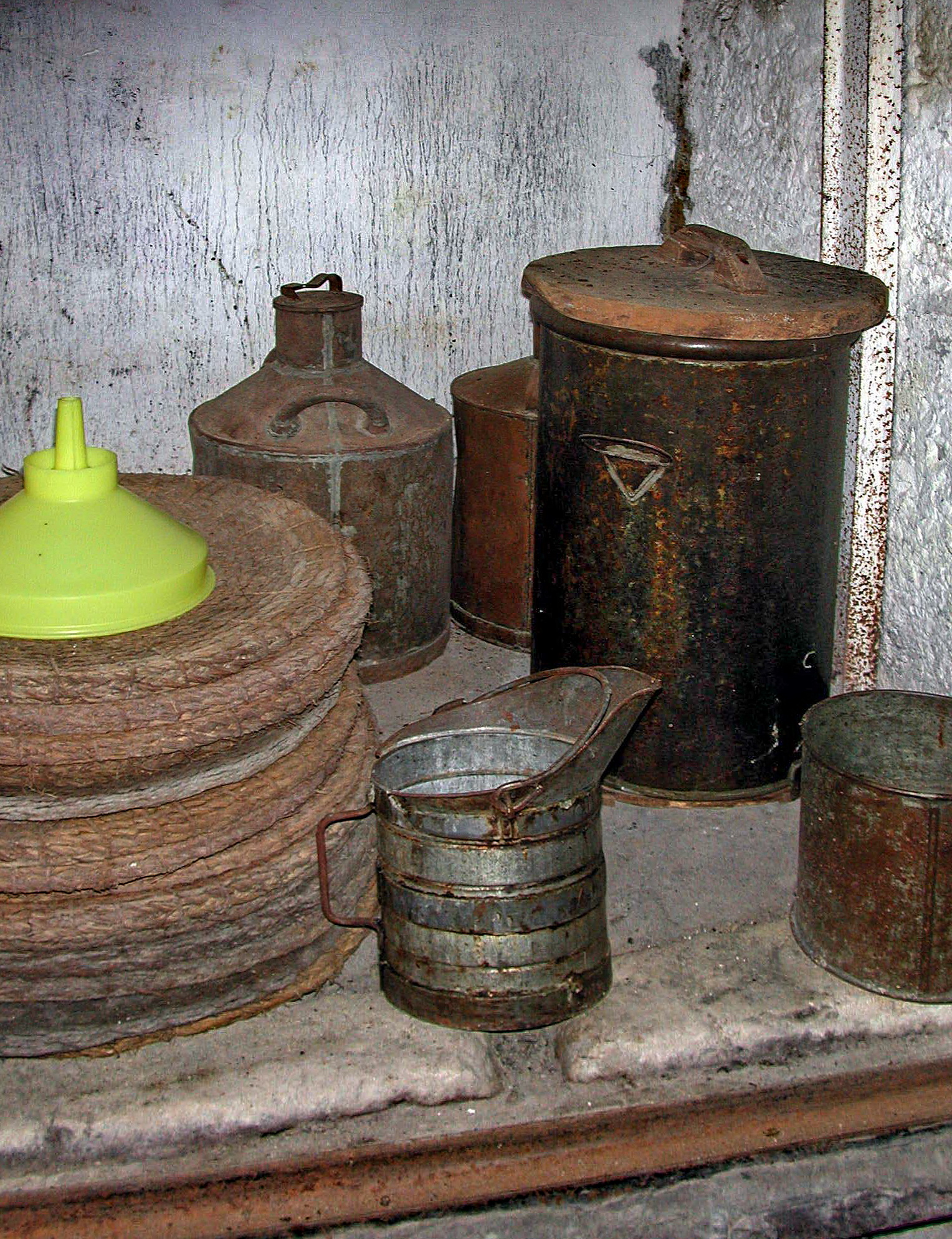
Scourtins (sacs filtrants à olives) et ustensiles.
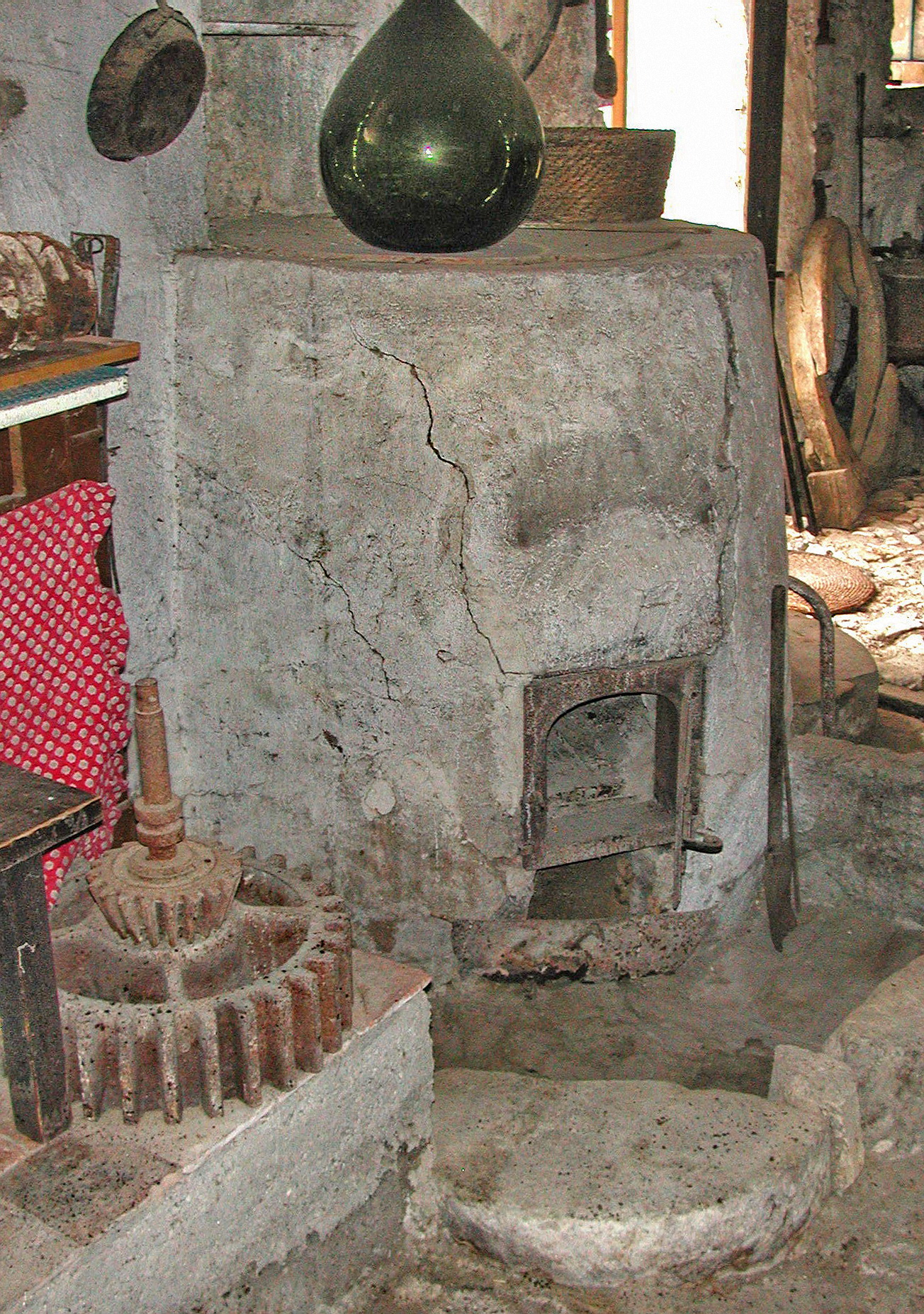
Chaudière à eau chaude, dégraissage
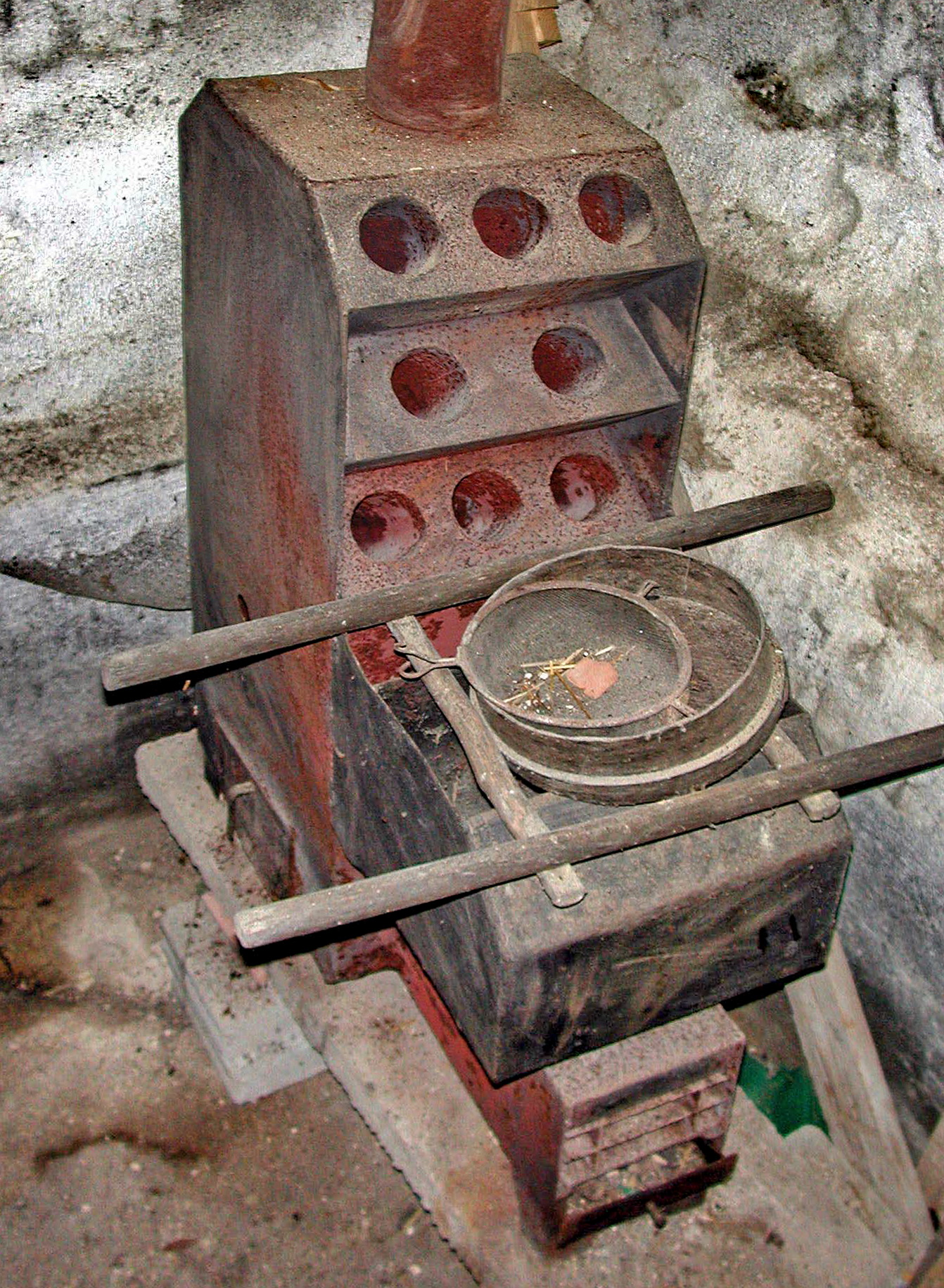
Chaudière moderne à noyaux d'olive.
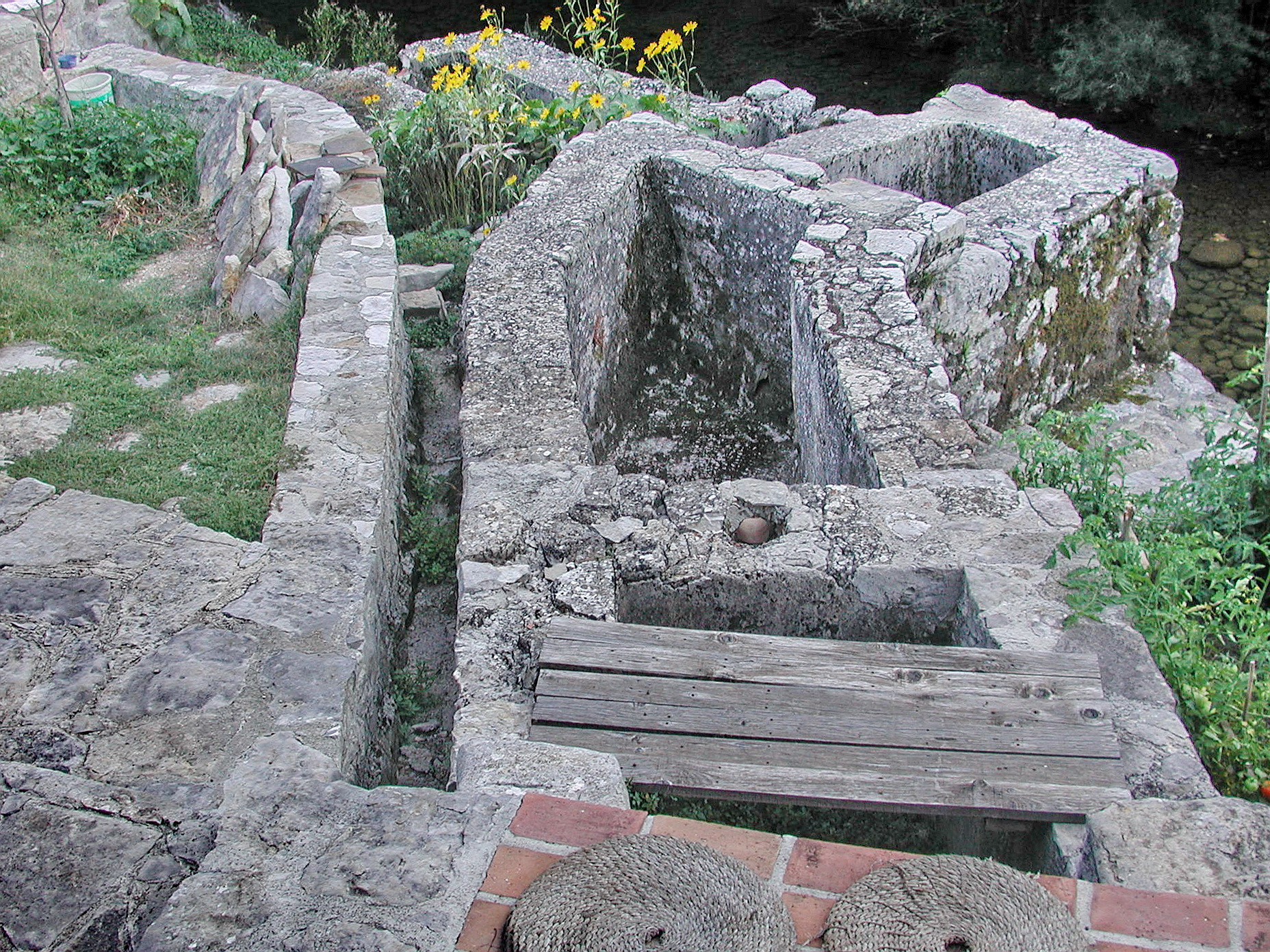
Bassins de décantation.
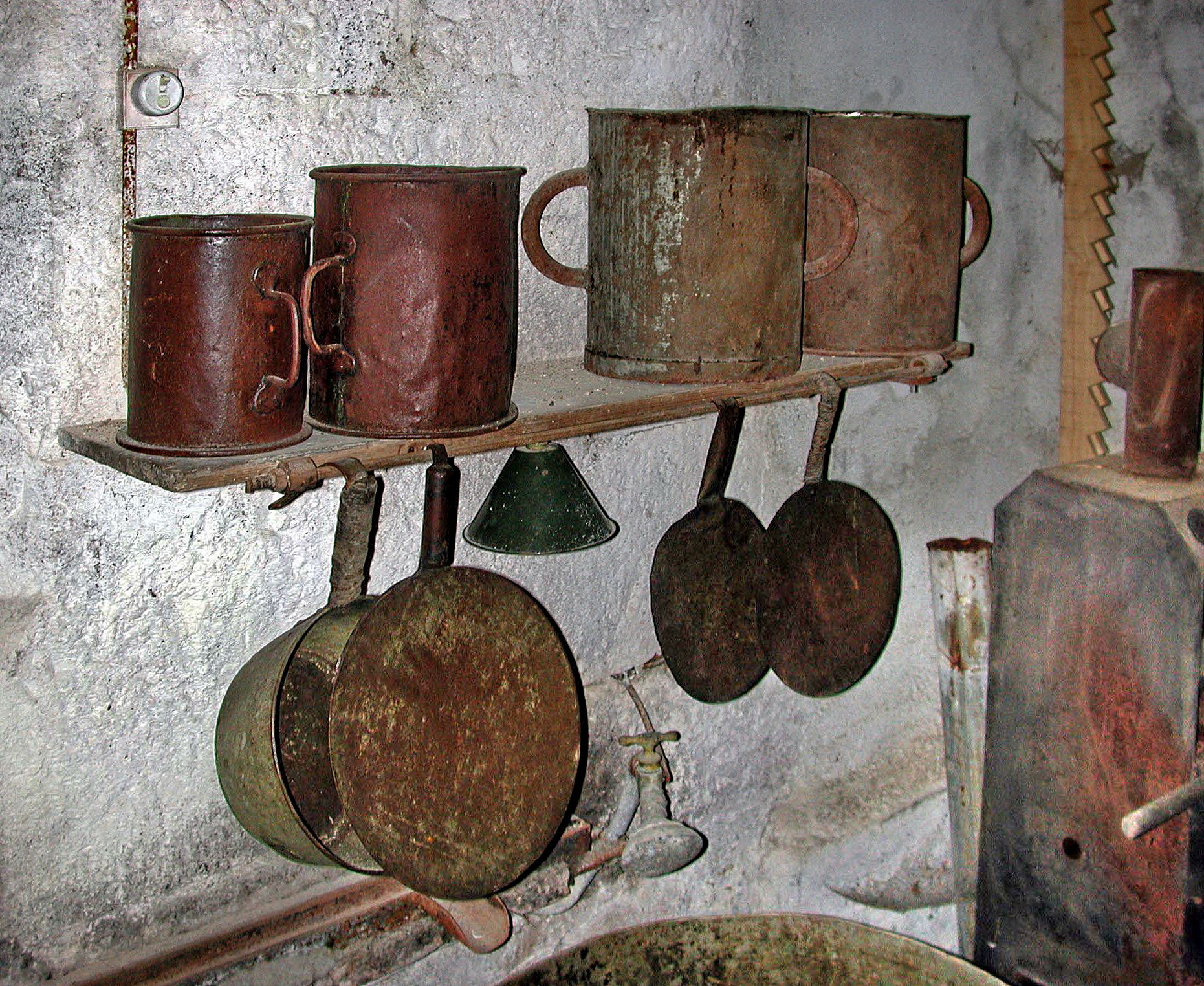
Ustensiles : mesures, écrémoirs...

À Mons, les moulins communaux furent mis en vente en 1960. Jean Lambert, par amour de son outil de travail et avec la complicité de Germaine son épouse, se résolut à puiser dans leurs ressources et perdre de l'argent et de l'énergie pour que les générations futures conservent ce témoignage de leur passé. C'est en continuant à les faire tourner, à moudre le blé et à presser les olives, qu'il leur prodigue les soins les plus attentifs. II restaure ainsi entièrement la grand-roue du moulin à huile, aidé de quelques précieux amis bénévoles.
La vie du moulin était rythmée par deux campagnes successives : celles du blé et de l'olive :
- Campagne de l'olive : du 1er janvier au 1er avril :

Les habitants de Mons apportaient leur récolte toute fraîche pour la presser en une tournée. Une tournée prenait environ une heure et demie, et le presseur gardait pour lui 2 litres d'huile par tournée soit 8 à 10 litres par jour. Chaque tournée produisait environ 40-45 litres (les olives d'altitude étaient moins grosses et moins mures). Il fallait en moyenne 12 kg d'olives soit un décalitre d'olives pour faire un litre d'huile (ou 250 kg pour faire 20 litres), mais cela dépendait évidemment de la qualité des olives.
Dans un premier temps, on broyait les olives au touret (meules), cela produisait une pâte et un résidu appelé margines. Les margines, décantées à l'eau tiède produisaient l'huile simple.
Dans un second temps on pressait la pâte qui avait été introduite dans des scourtins. Un scourtin contenait en moyenne 2 kg de pâte. Après pressage fort (45 kg/cm2), on obtenait d'un côté l'huile de première presse, et de l'autre les résidus de peaux et noyaux appelés grignons noirs ou tourteaux, et en fin de presse, un jus malodorant.
Les tourteaux restent la propriété du meunier qui en fin de campagne peut les represser après dilution à l'eau tiède, c'est ce qu'on appelait la ressence qui était très surveillée et produisait une huile de seconde presse malodorante.
La séparation des peaux et noyaux est obtenue par décantation dans une succession de bassins :
- les résidus sont revendus pour la fabrication du savon Palmolive… à l'huile d'olive, Cadum… le même parfumé à l'huile de cade obtenue par distillation du genévrier dans des fours à cades dont on retrouve une centaine d'exemplaires dans le moyen Var ;
- les noyaux sont toujours recherchés pour l'industrie cosmétique ou la fabrication d'abrasifs, de pâte à polir les verres de lunettes (établissements Charles Bardon au Muy).

Mais les noyaux ou leurs résidus ont bien d'autres usages : ils servent en particulier à alimenter les chaudières spécifiques productrices d'eau chaude nécessaire au nettoyage du moulin des meules, des bacs, des scourtins… et si on les abandonne, ils deviennent un gîte de production et reproduction de capricornes où leurs larves trouvent un bois déjà mâché.
Le travail de l'olive était très salissant, plutôt malodorant et demandait de grandes quantités d'eau chaude pour le nettoyage de l'outil de fabrication.
En fin de tournée, le client emportait son huile à dos de mulet dans des containers en fer blanc ou stagnons de 300 à 50 litres : on évitait les pots de terre ou de verre à cause de leur fragilité.
L'huile d'olive était presque une denrée stratégique, vu le nombre de ses utilisations dans la vie courante, à commencer par la cuisine et l'éclairage. On comprend alors l'utilisation de la moindre langue de terre et quand elle se faisait rare la construction de restanques sur les flancs bien exposés. On comprend aussi le drame causé par le gel des oliviers (1302, 1364, 1507, 1549, 1739, 1742, 1755 (mort des oliviers), et 1954.

### Laressence
Ce n'est pas le matériel ni la structure qui s'appelait ressence, mais la technique utilisée pour traiter les résidus de la première presse, soumise à autorisation et taxation. Il fallait pour cela disposer, en plus de la meule, de bacs de décantation en série, qui, avant une énième mouture, permettait d'éliminer par flottage ou décantation les éléments indésirables. Finalement, on récupérait une huile à forte odeur, les noyaux broyés, les tourteaux : tout était réutilisé, soit pour la nourriture des animaux soit pour le chauffage de l'eau de nettoyage des moulins, soit pour l'industrie : pâte à polir, additifs pour savons (Palmolive), crèmes diverses.

### Le moulin à blé
Le moulin à blé est le plus moderne des lieux.

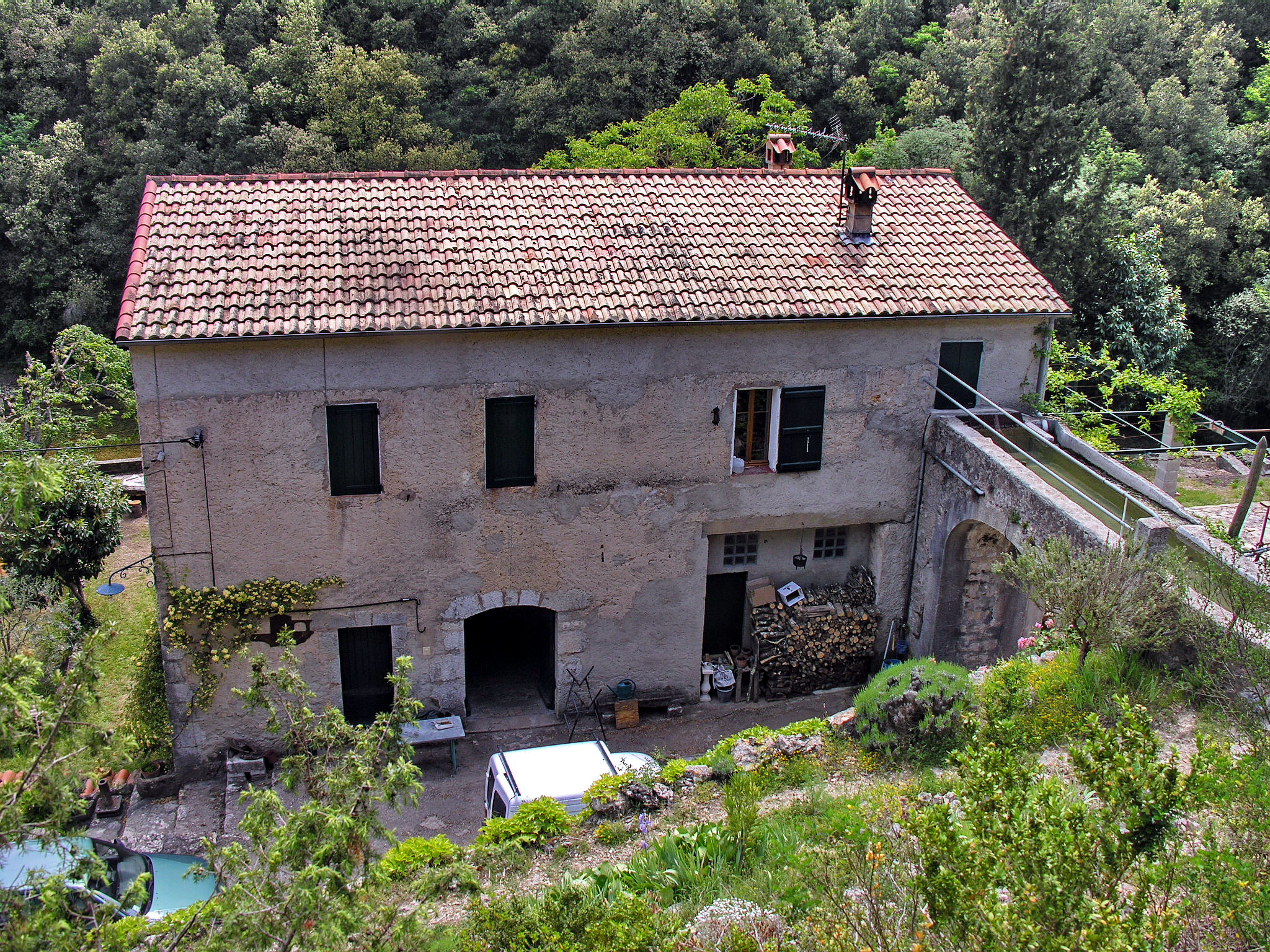
Le moulin à blé et centre de vie.
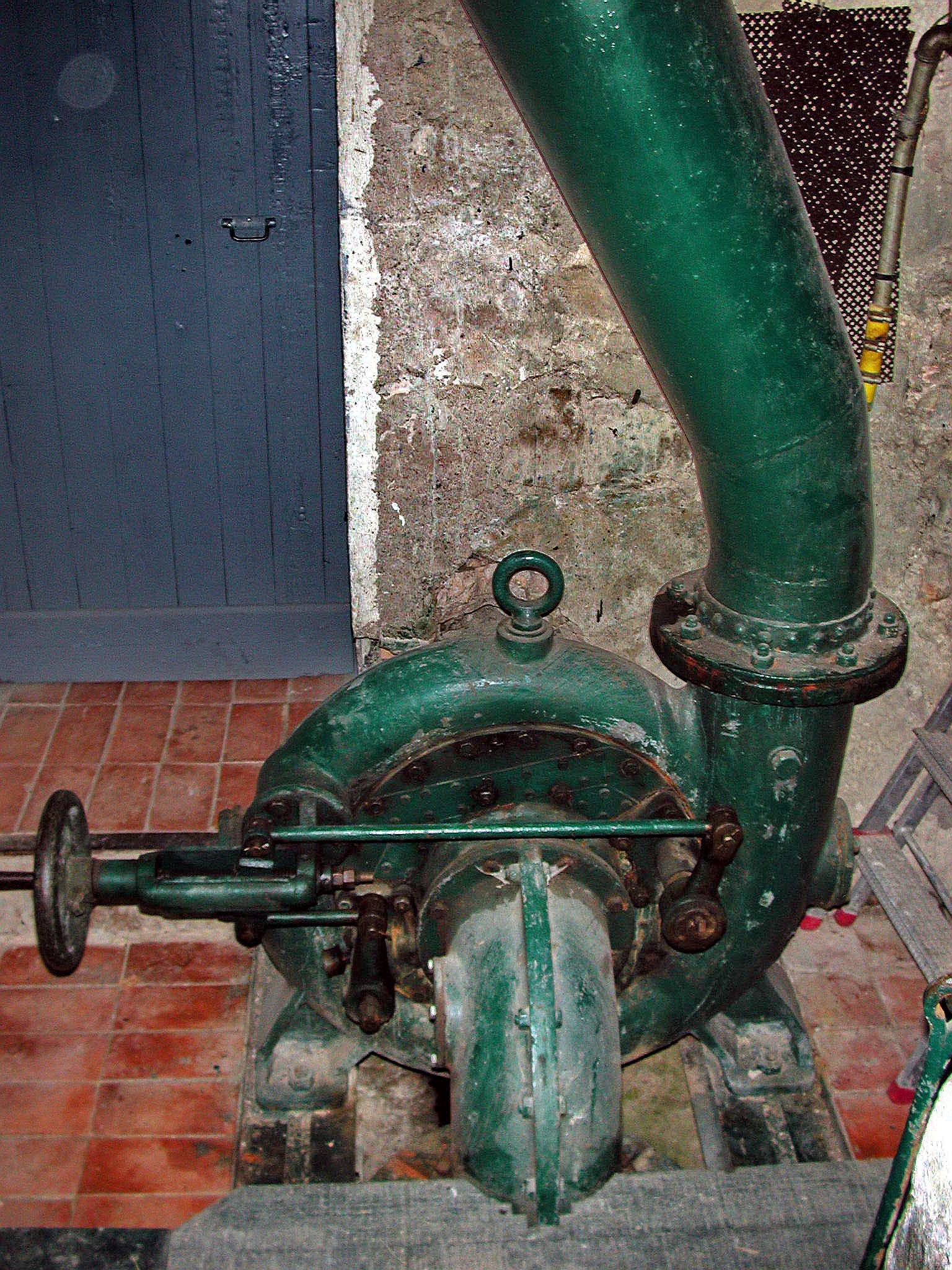
Turbine moderne.
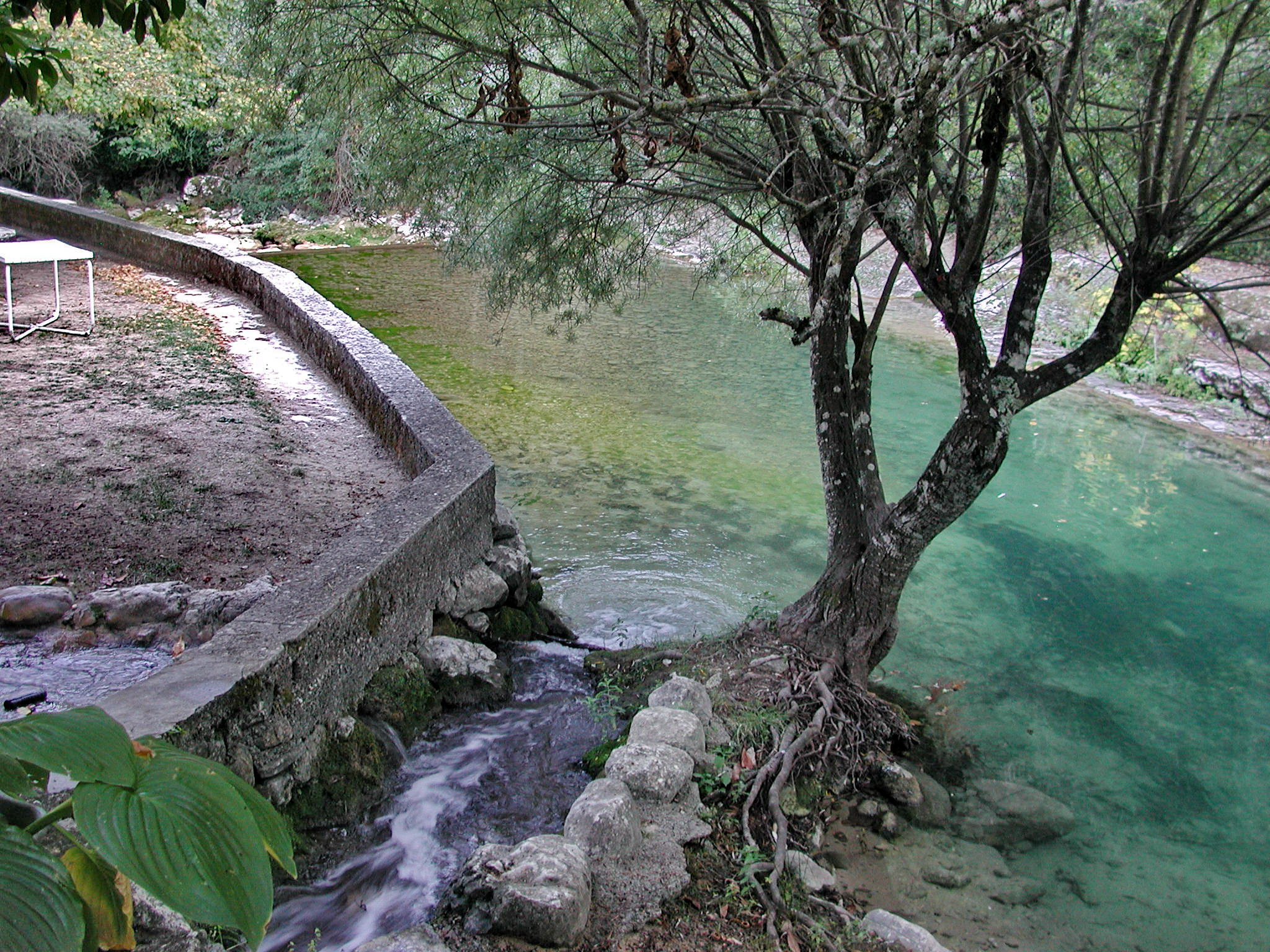
Le déversoir des eaux brassées dans la Siagnole.
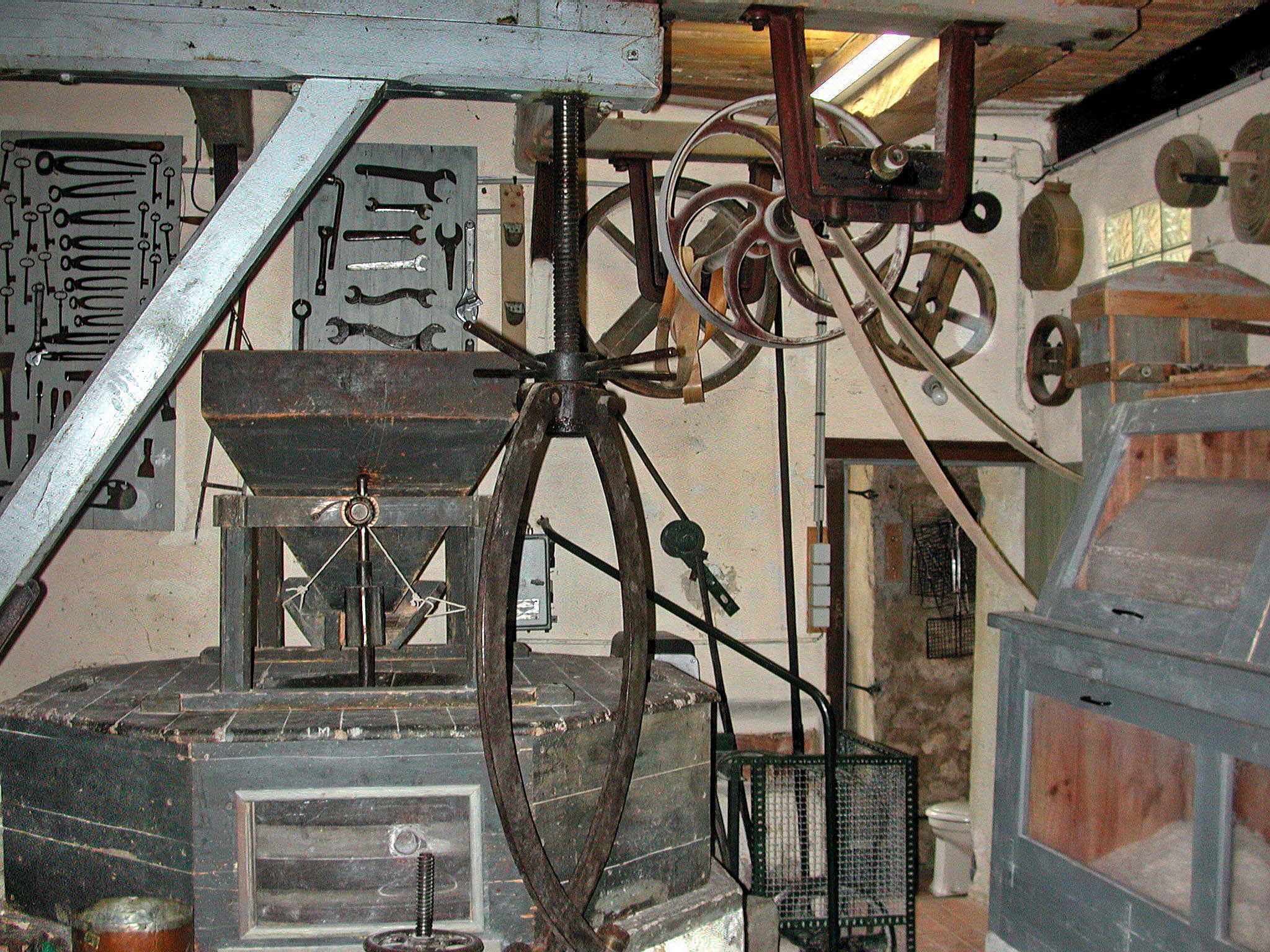
Les meules à blé carossées et la machine à blutter (séparer le son).
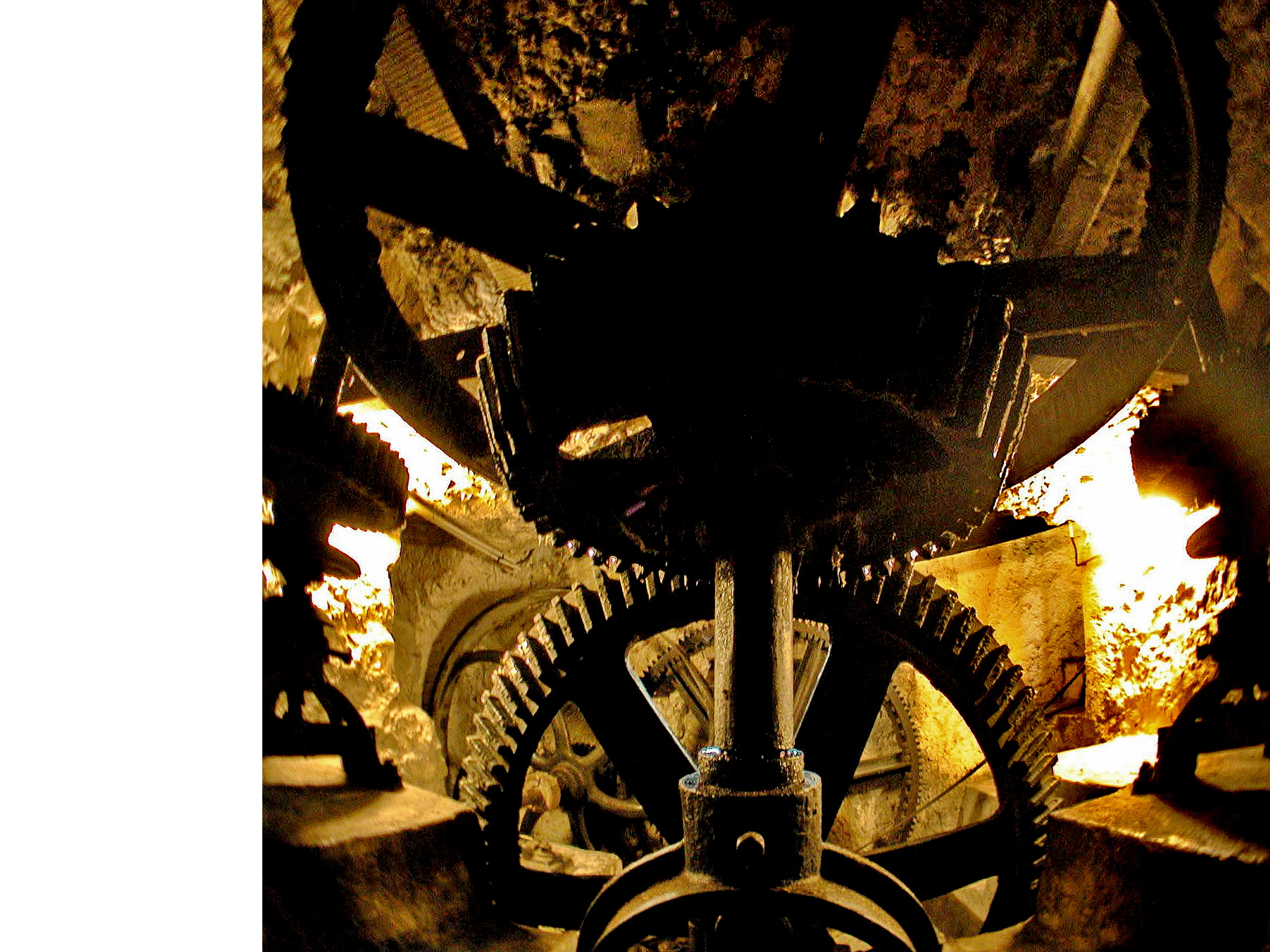
Mécanisme de transmission très silencieux : les dents sont en bois de sorbier.
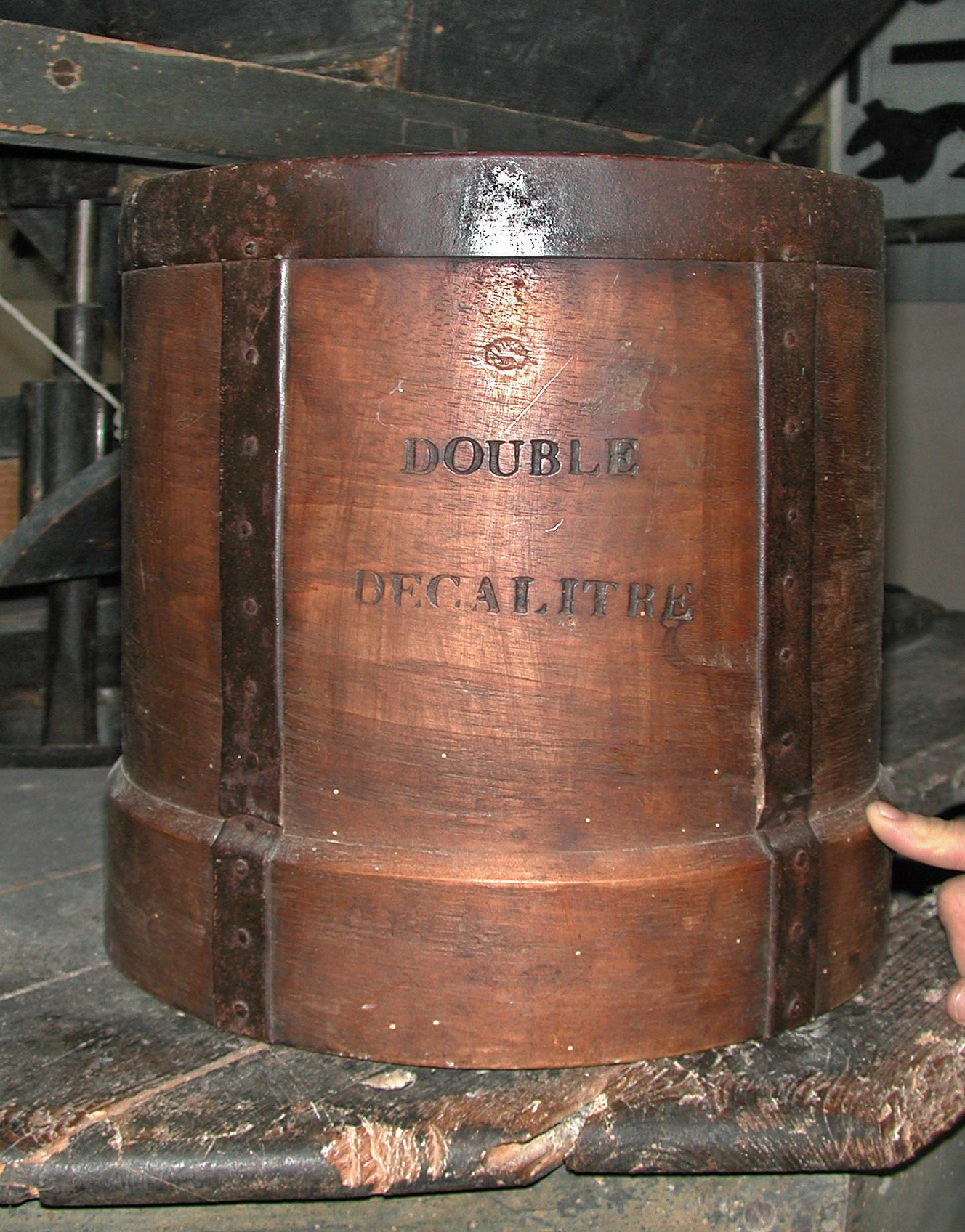
le "double déca" mesure universelle du meunier.
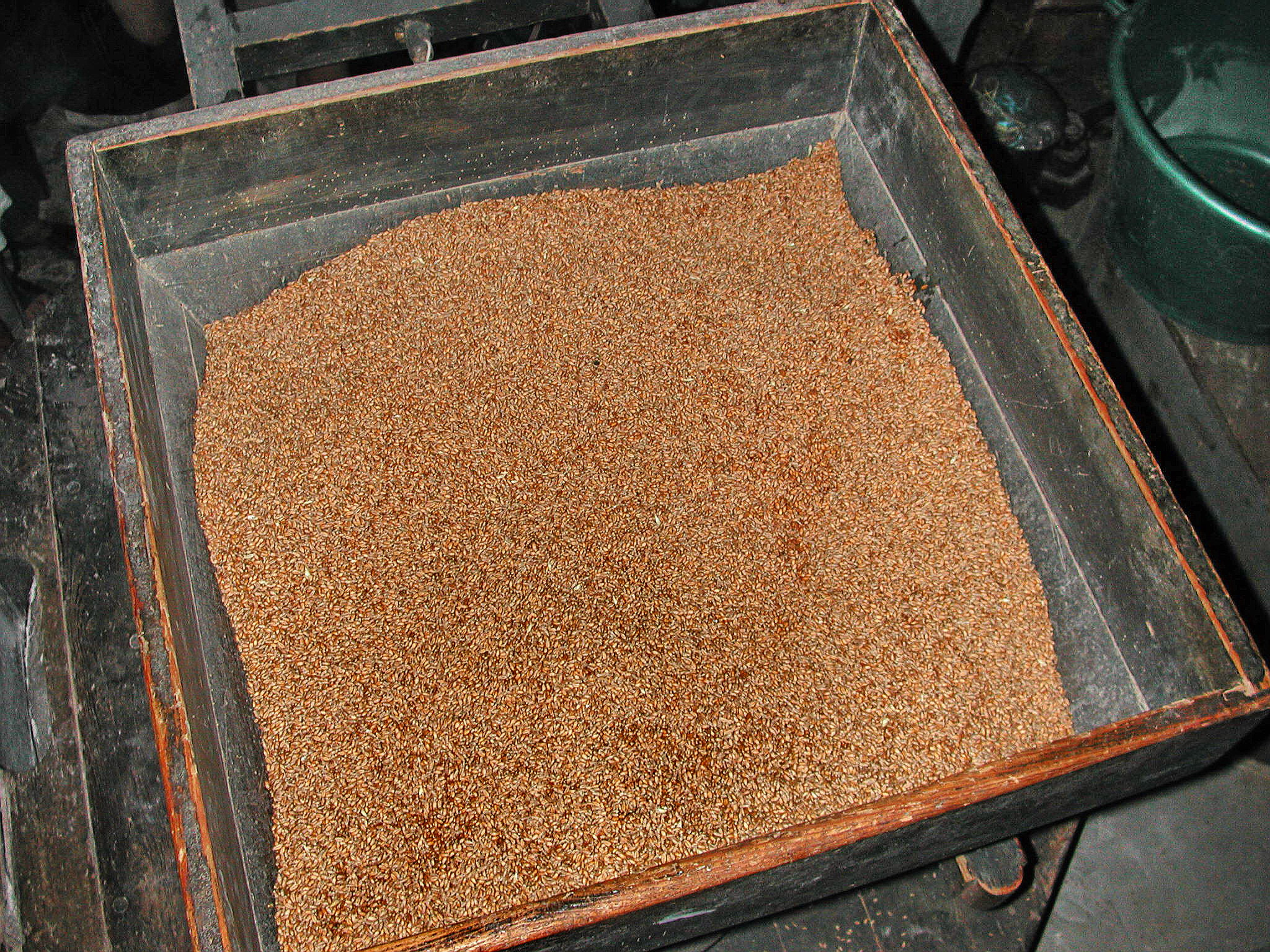
l'entonnoir d'alimentation.
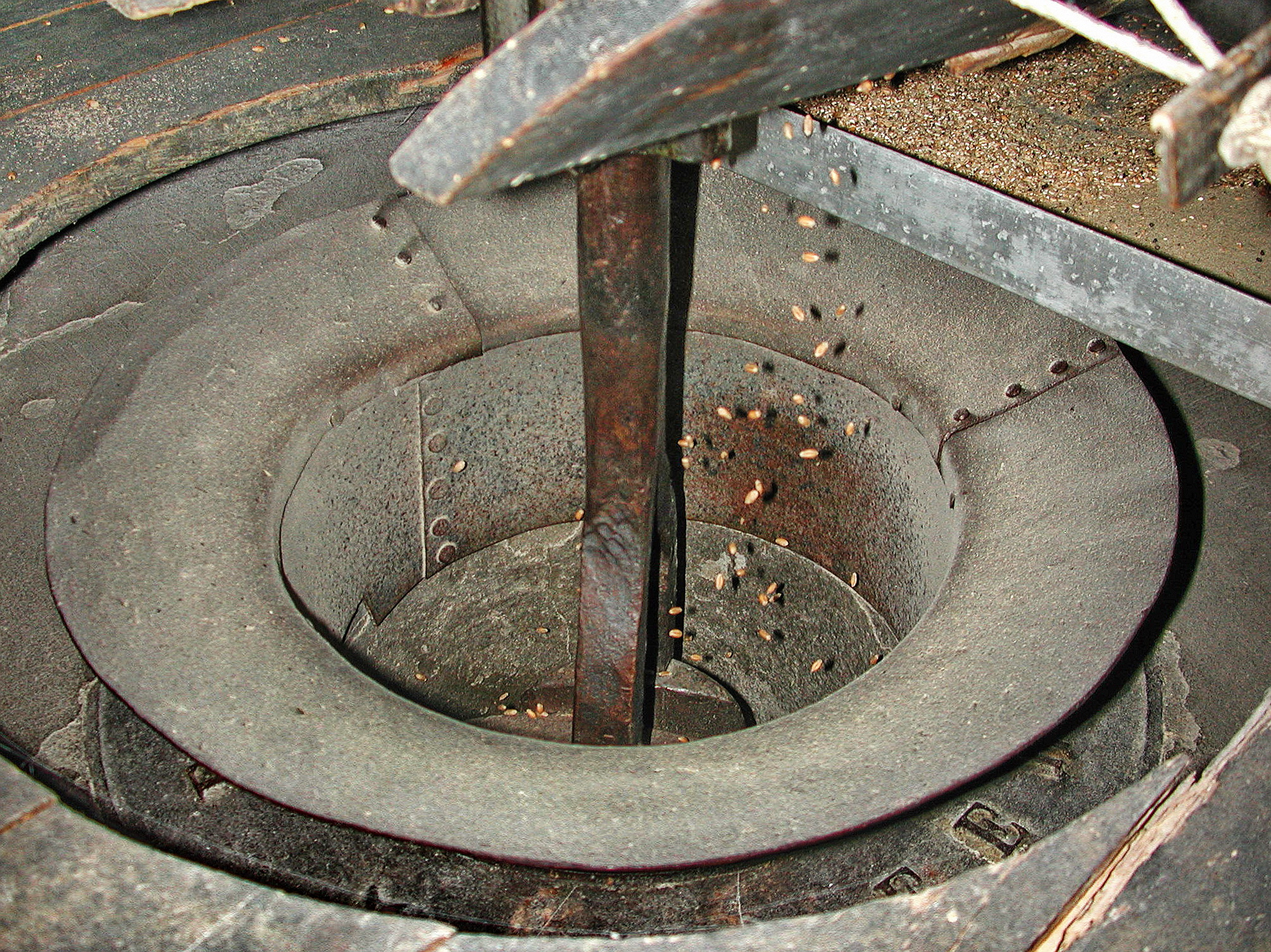
Les derniers moments d'un grain de blé.
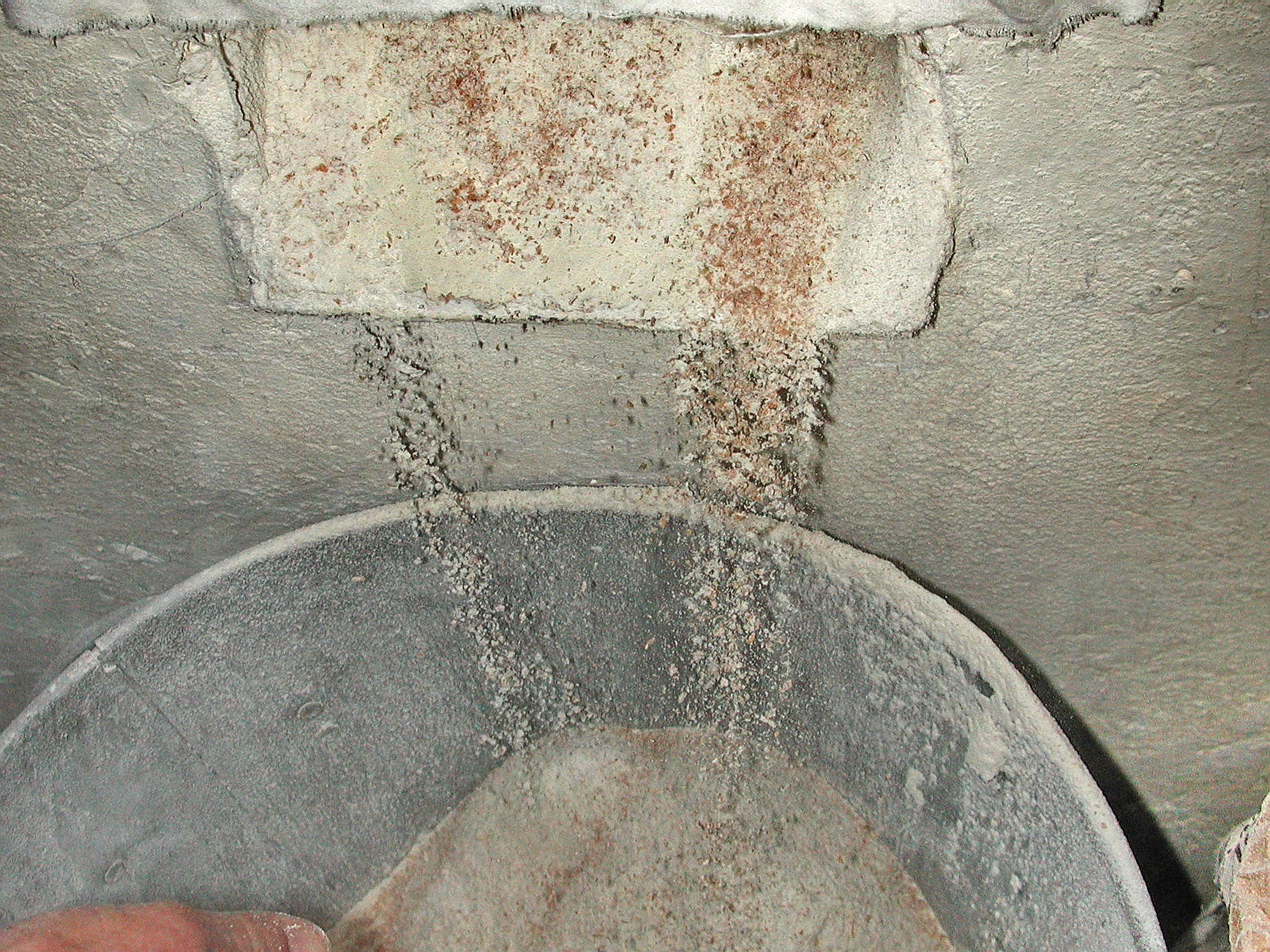
Sortie de la farine mélangée au son.
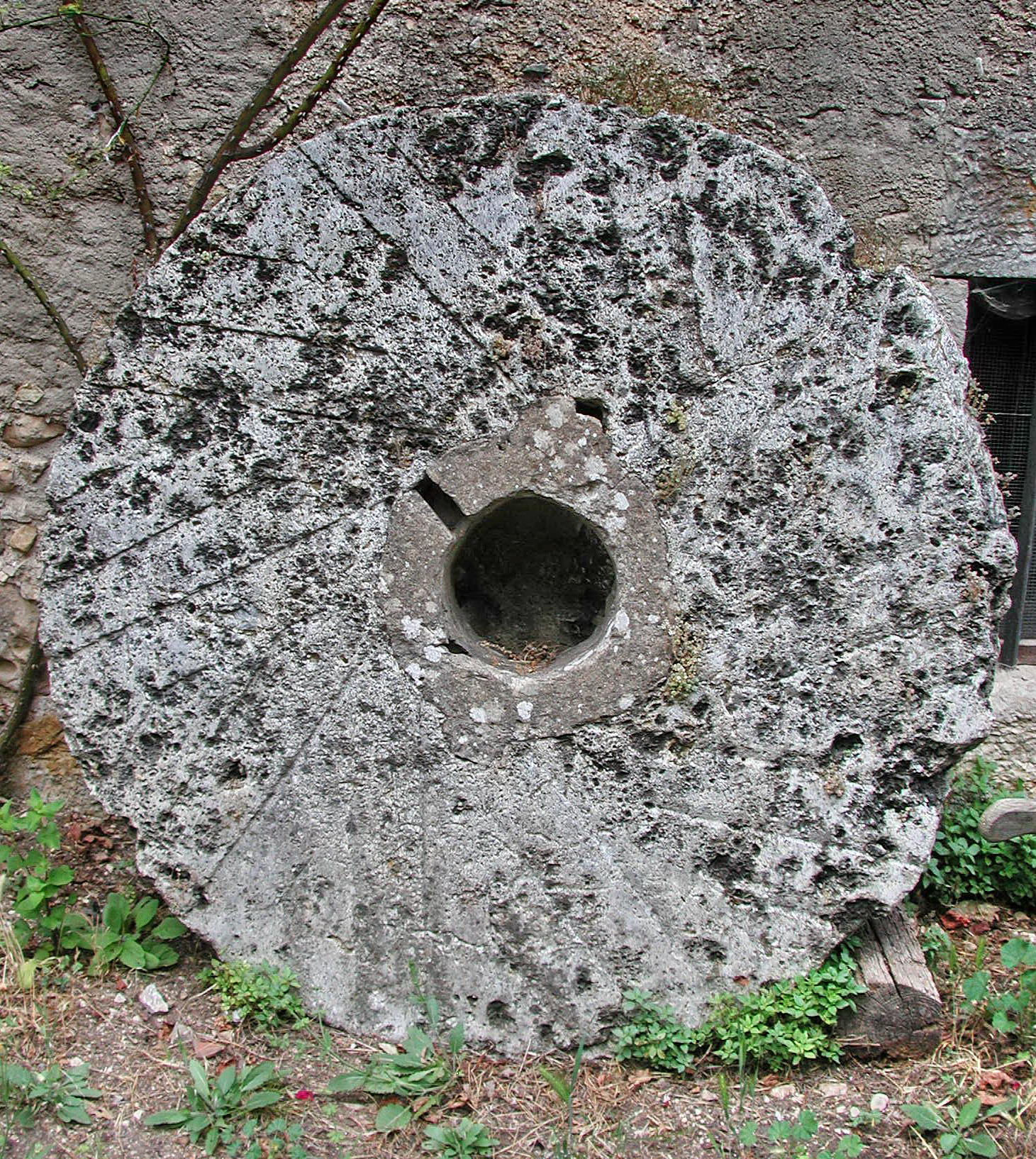
Ancienne meule flottante = celle du dessus (venant de La Ferté-sous-Jouarre).
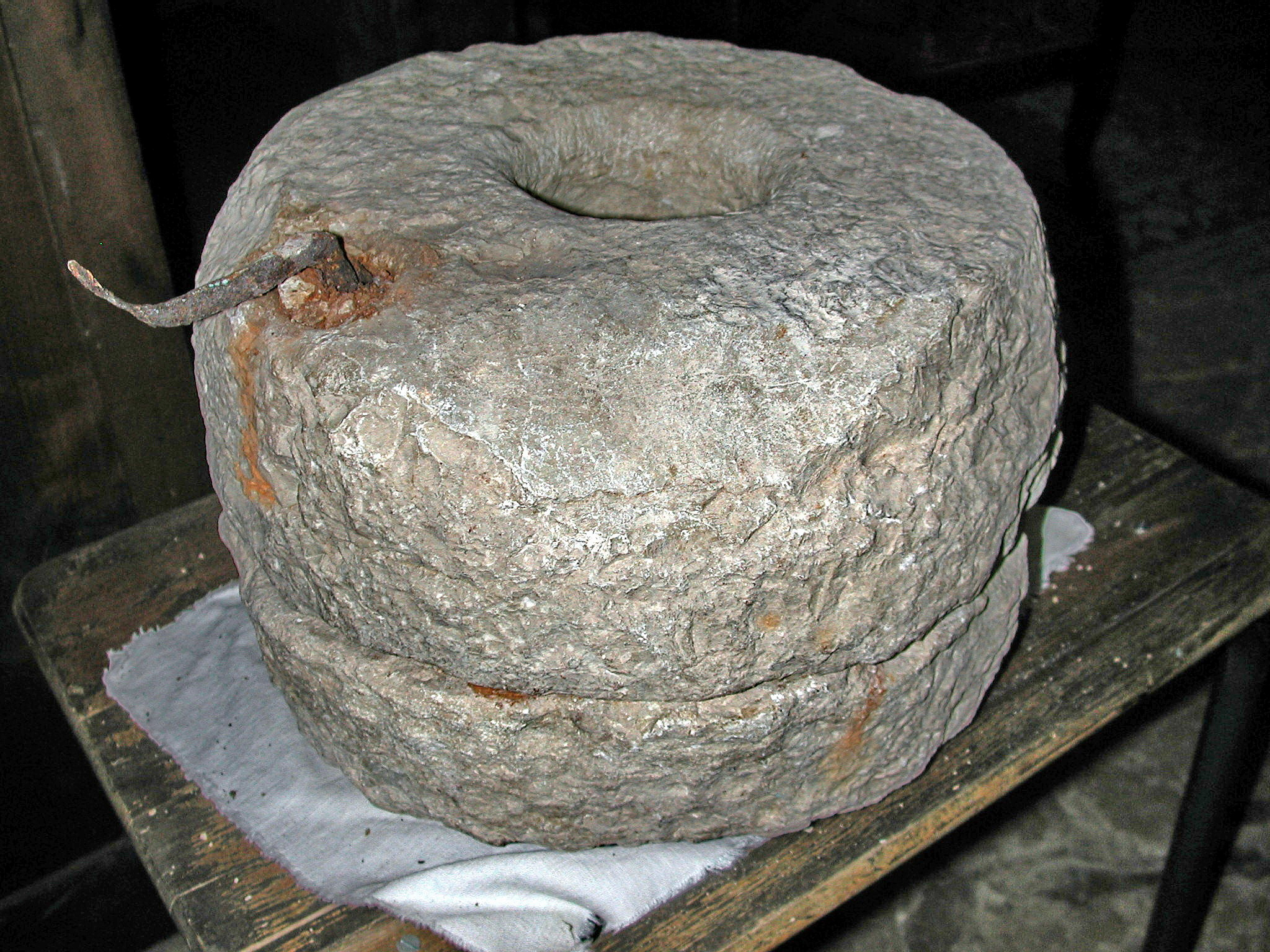
Moulin à blé portatif (sur courte distance !)
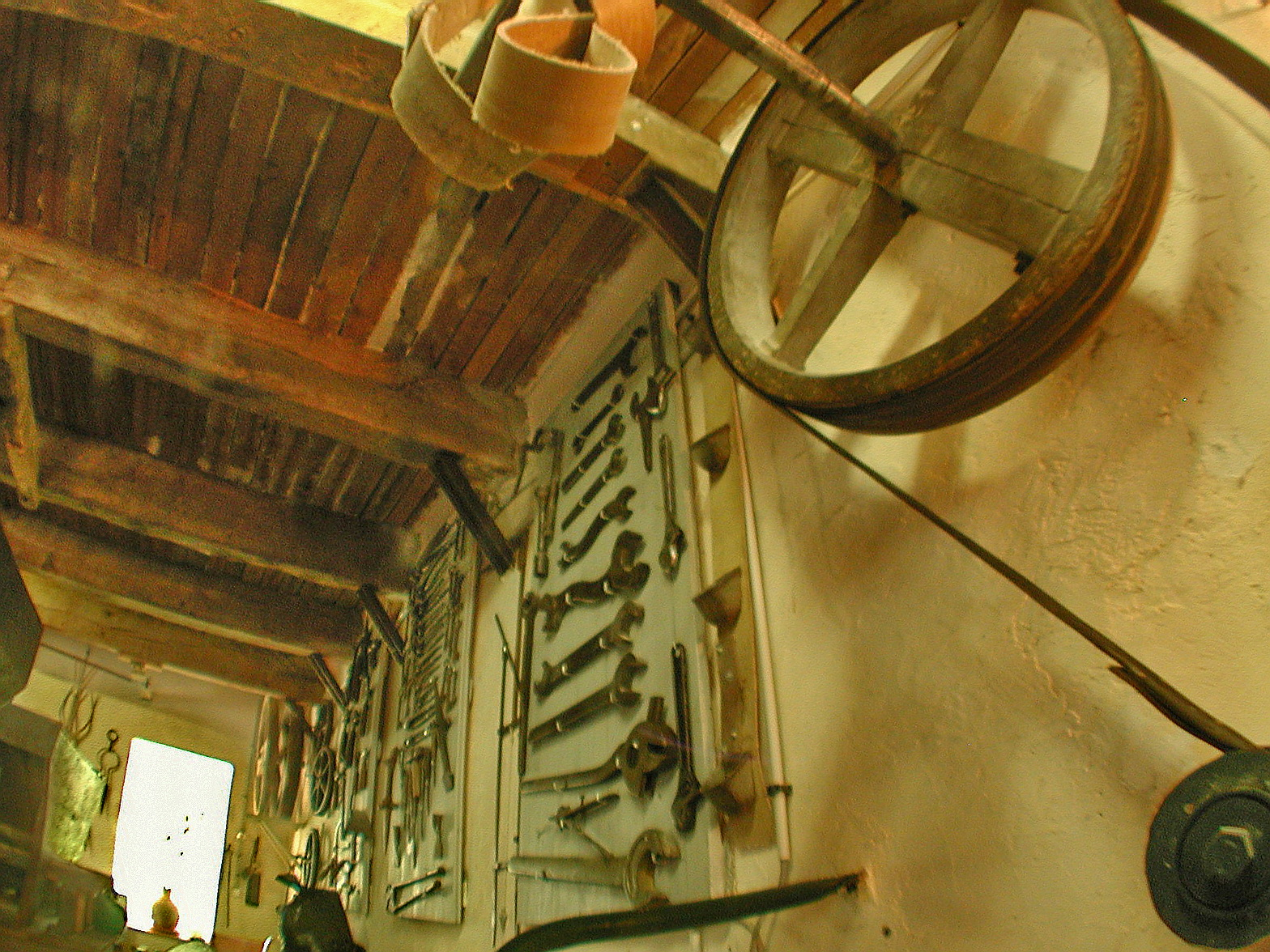
Outillage d'entretien et réparation.
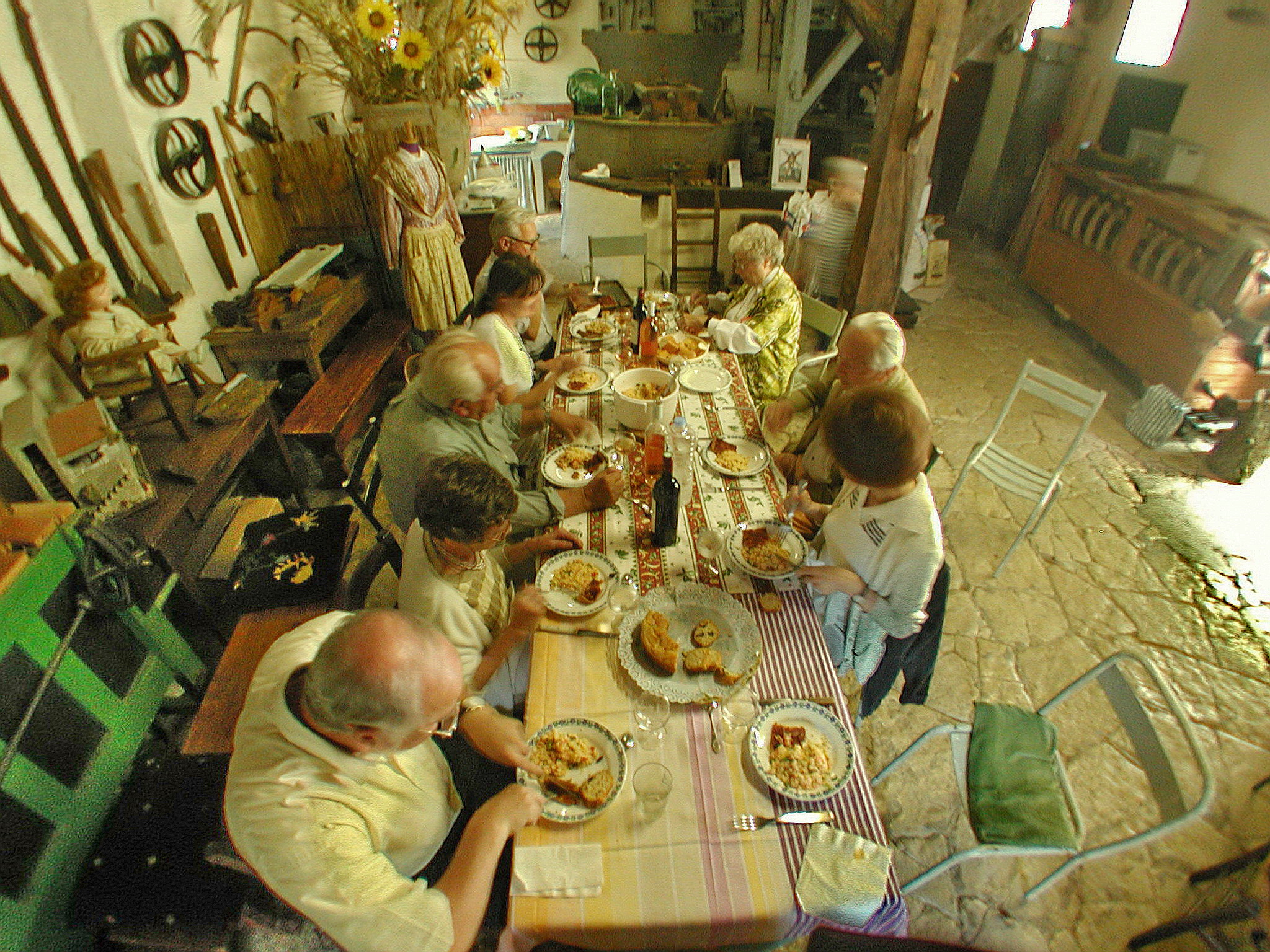
Accueil traditionnel au moulin.
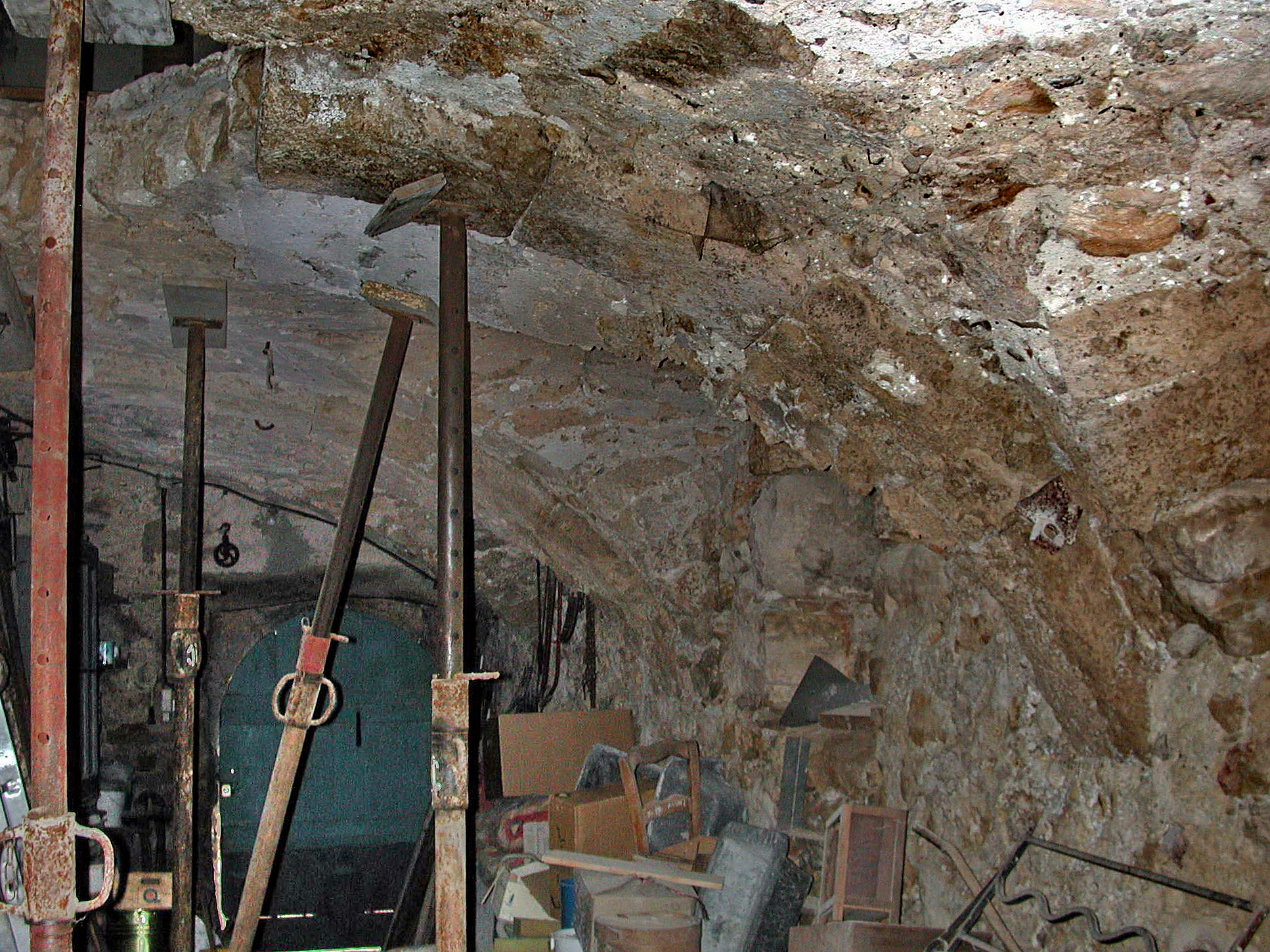
Entretien du bâti ancien.
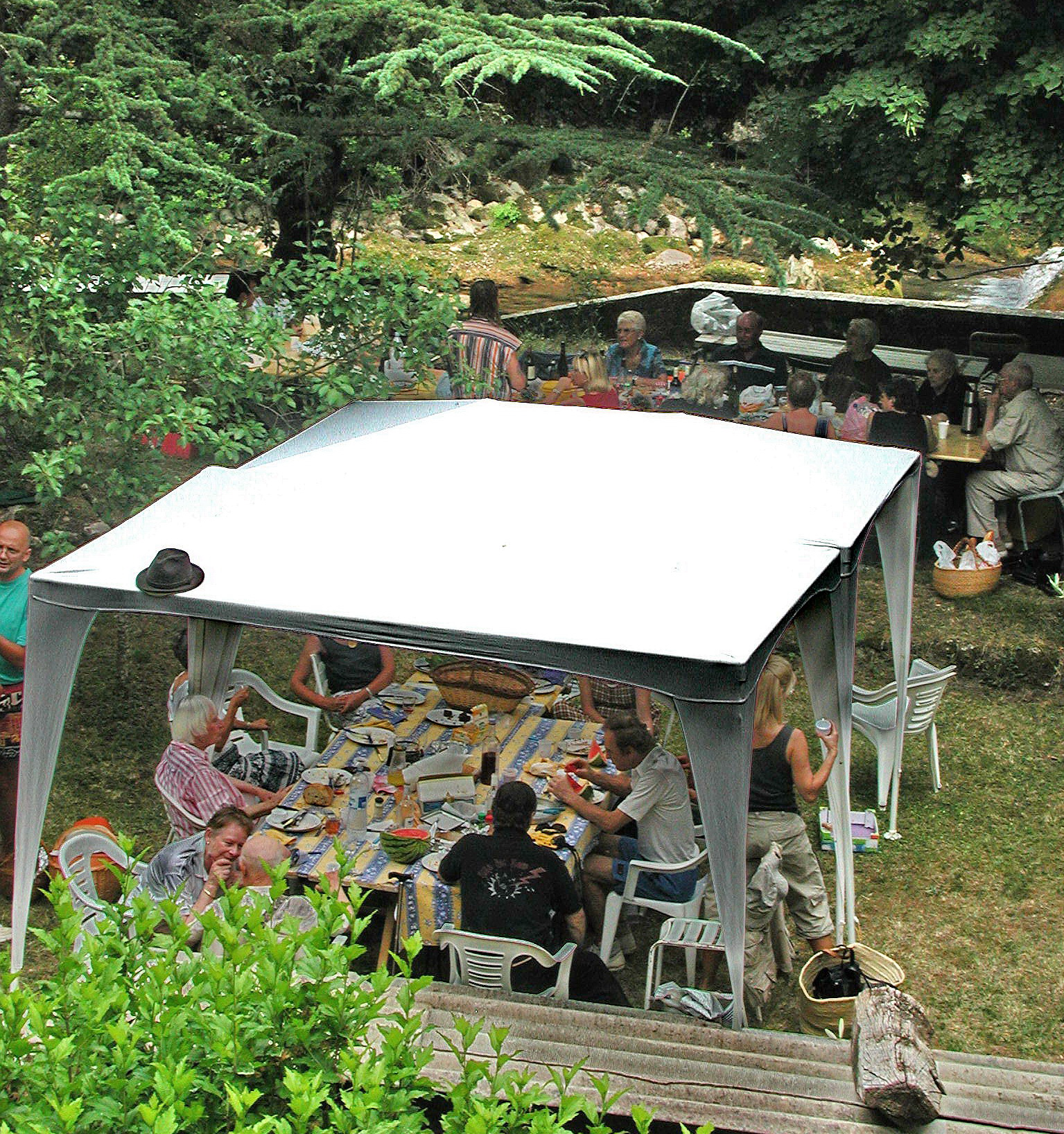
Fête des moulins.
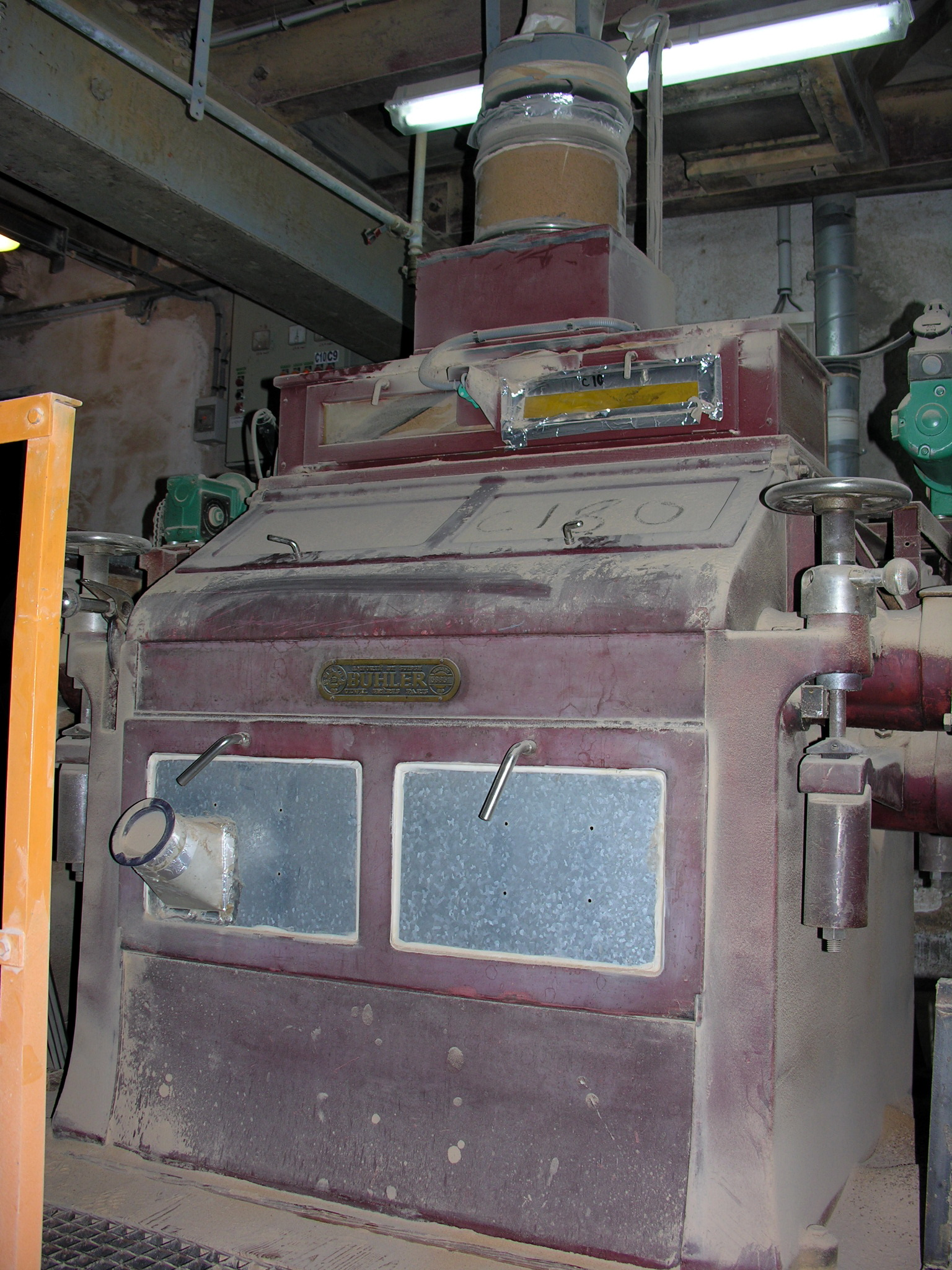
Moulin à blé moderne (Le Muy).

Campagne du blé
Elle avait une physionomie toute différente car elle se déroulait sur toute l'année, sur rendez-vous, et donc pas tous les jours, mais avec un pic en automne après les moissons.
L'espèce de blé dur cultivé était la Tuzelle des Alpes qui avait un faible rendement (3 tonnes à l hectare). Le meunier travaillait toujours avec sa bascule et son décalitre.
Pour rappel : un double décalitre d'olives (12 kg) produit environ un litre d'huile. Alors qu'un double décalitre de blé représente  16 kg de blé environ et un double décalitre de farine = 12 kg.
Le paysan lui comptait en charges : c'était le poids maximum transportable par un mulet (ou un bardot) sur un chemin de montagne soit : environ 130 kg. La charge, maximum à la descente, se composait de 8 double décalitres de blé de 16 kg chacun, soit près de 130 kg en deux sacs de 60-65 kg de grain. La charge moyenne à la remontée était de 109 kg : selon la qualité du grain, 100 kg de blé produisaient 80 à 85 kg de farine et seulement 70 kg pour la fleur de farine.
Le budget prévisionnel du paysan était simple il lui fallait une charge par an et par habitant au foyer. Le paysan apportait donc son blé à moudre au fur et à mesure de ses besoins : 1 charge de mulet = 8 mesure de 20 litres soit = 130 kg. Une charge par an par habitant du foyer.
Le meunier broyait par jour 4 à 5 tournées de 250 kg (1 demi charge = 60 kg), mais il pouvait monter à 8 à 9 tournées.Son premier travail consistait à peser le grain, travail très délicat, car source d'erreurs, et donc de contestations dont on trouvait trace dans le chier de doléances ouvert à la mairie. En plus les indirectes … veillaient au grain ! Puis le grain était lavé (ce n'était pas le cas partout) pour le laver de ses impuretés naturelles ou de contrefaçon. Enfin le grain était moulu (100 kg/h, jusqu'à 700 kg par jour. Puis blutté (tamisé) éliminer les impuretés résiduelles comme les éclats de meule ennemi des dents. Enfin on pesait le résultat (pertes = 2 %) .Contrairement au travail de l'olive, celui du lé était très propre, mais demandait précision et réglages permanents.

### Lefoulon(paroir, paradou, paradour)

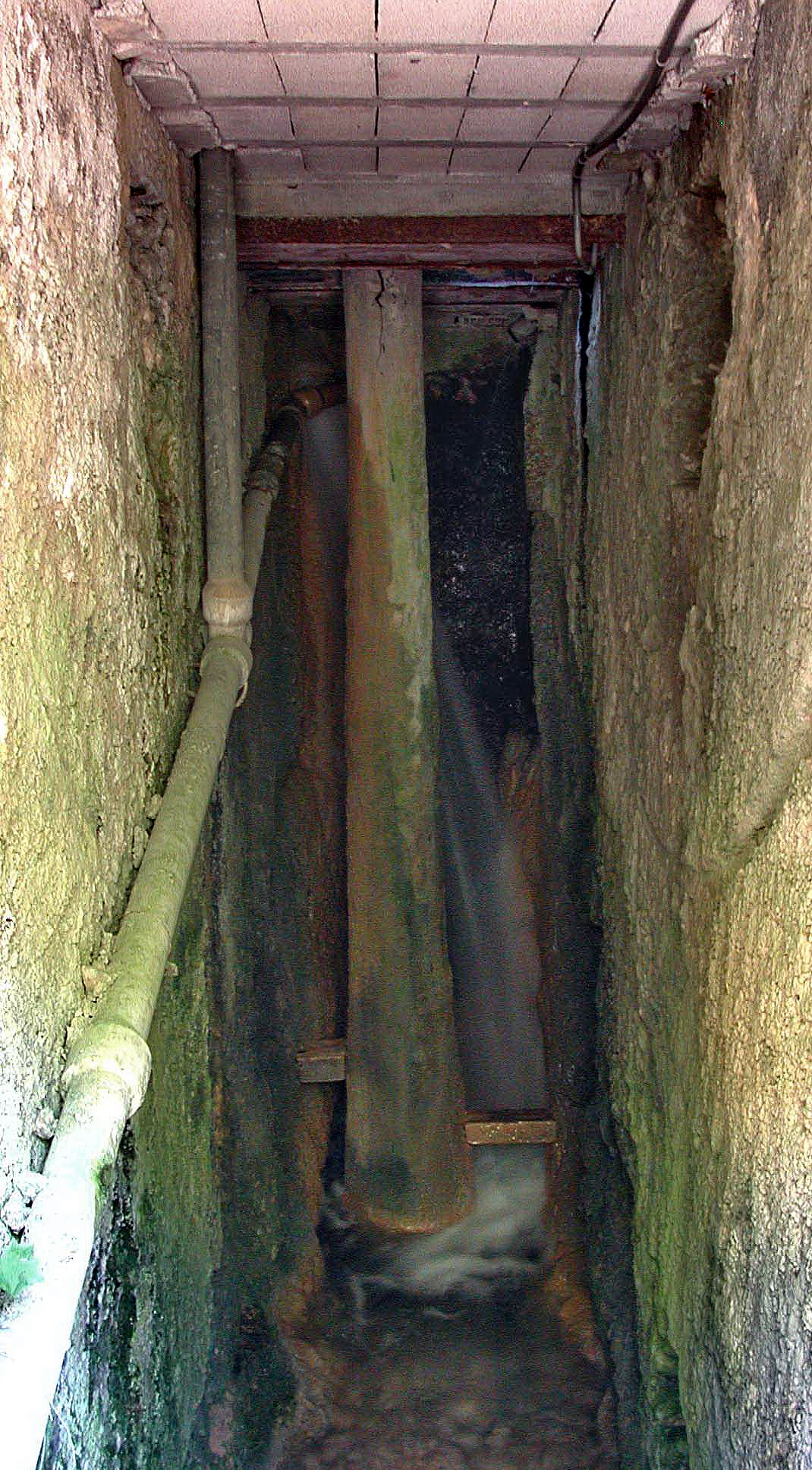
Buse évacuation de l'ancien foulon.
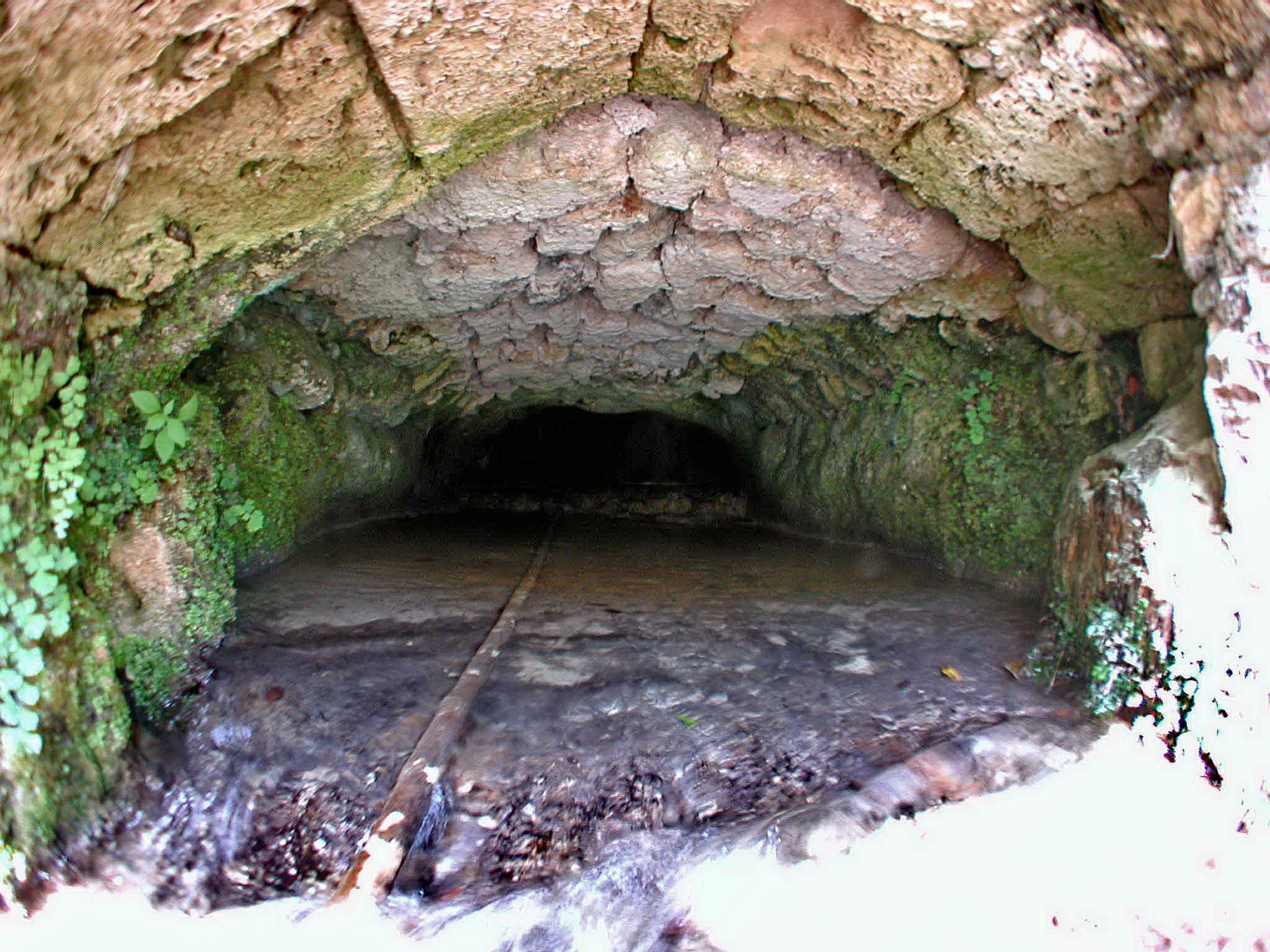
Conduit d'évacuation de l'ancien foulon.
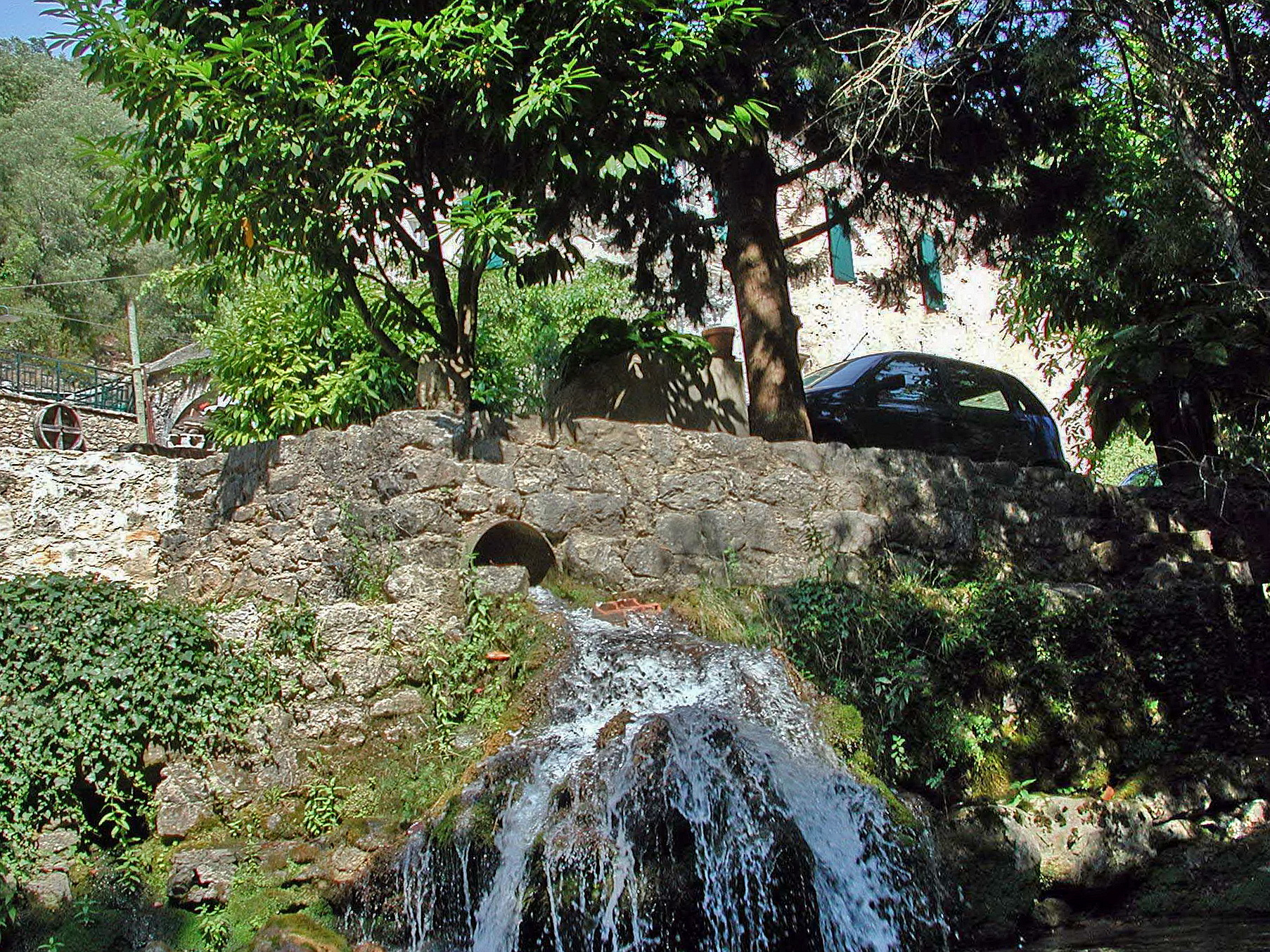
Déversoir de l'ancien foulon dans la Siagnole.

L'eau représentait la principale source d'énergie et on équipait les moulins de foulons, sorte de grands marteaux qui pouvaient servir à de multiples usages et qui étaient soumis au droit seigneurial de foulure :
- le plus courant était le foulage du linge mécanique pour remplacer le battoir de la bugadière ;
- mais aussi le rouissage du chanvre qui à Mons était cultivé aux Canebières : la marine à voile en était grande consommatrice ;
- le brassage de la pâte à papier, qui en fait était réalisé avec le moulin du Rey de Siagne en face de Saint-Cézaire-sur-Siagne.

Le chanvre était cultivé à Mons sur les terrasses bordant la Siagole, on en retrouve la trace dans le lieu-dit cadastral Canebières situé à la confluence du Miron et de la Siagnes, en aval du château de l'enfer. Mais, l'industrie va vite récupérer toutes ces activités.